# 3. Juni
Der 3. Juni ist der 154. Tag des gregorianischen Kalenders (der 155. in Schaltjahren), somit bleiben 211 Tage bis zum Jahresende.

## Ereignisse

### Politik und Weltgeschehen
- 0713: Der byzantinische Kaiser Philippikos Bardanes wird, nachdem ihn Teile des Heeres gestürzt haben, geblendet.
- 1353: Im Regensburger Vertrag wird Niederbayern in die Herzogtümer Bayern-Landshut und Straubing-Holland geteilt.

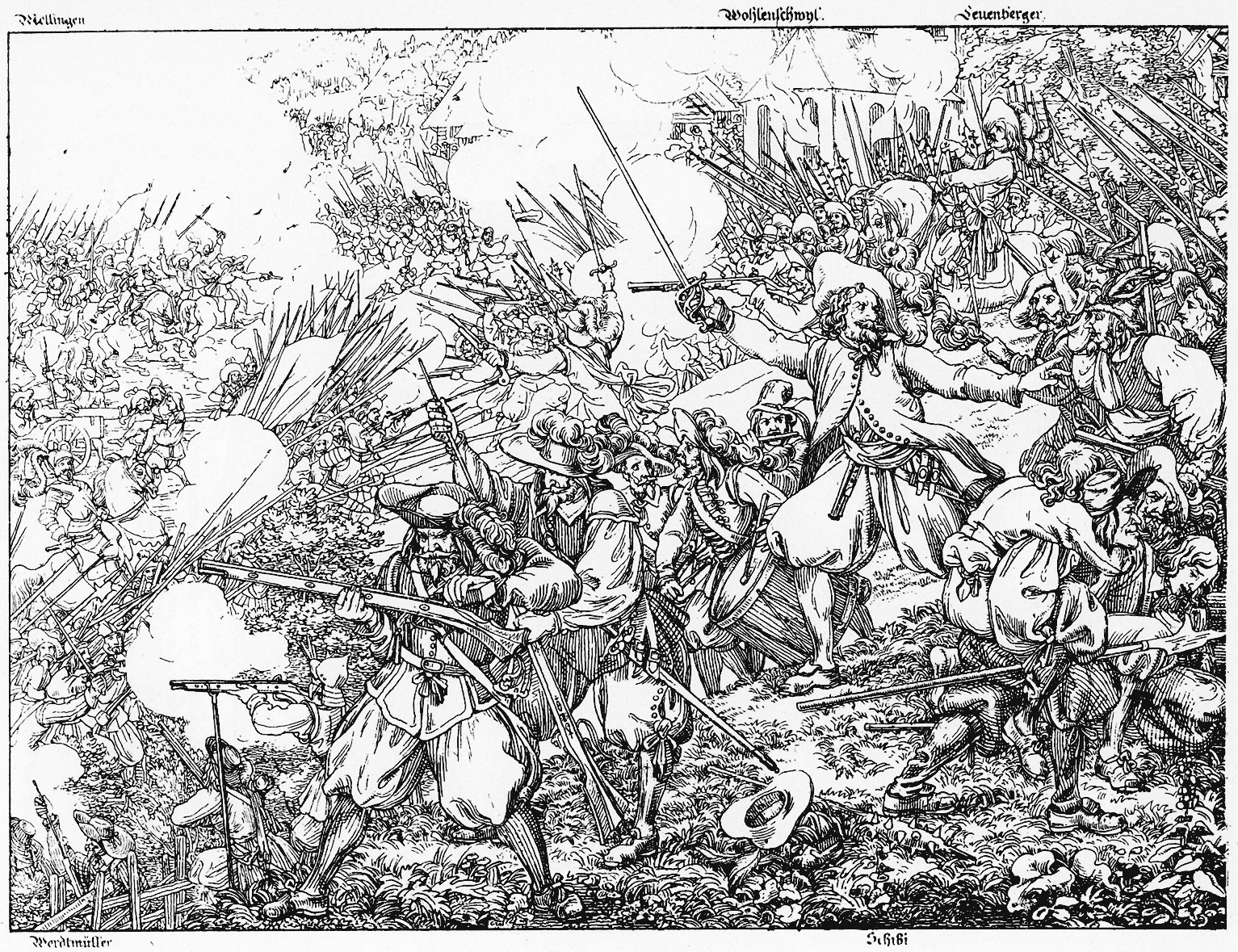
1653: Schlacht bei Wohlenschwil

- 1653: Im Schweizer Bauernkrieg unterliegt das Heer der Bauern in einem Gefecht nahe Wohlenschwil einem Aufgebot aus Zürich unter dem Kommando von Konrad Werdmüller. Der Aufstand bricht in der Folge zusammen.
- 1672: Die Festungsstadt Orsoy am Niederrhein wird durch den französischen König Ludwig XIV. erobert. Nach der anschließenden Schleifung verliert die Stadt über die Jahre an Bedeutung und der Tag geht als dunkelster Tag in die Stadtgeschichte ein.
- 1740: Preußens Herrscher Friedrich der Große verbietet die Folter als Mittel des Strafverfahrens, ausgenommen bei Hochverrat, Landesverrat und Mordtaten mit vielen Opfern.
- 1839: Der chinesische Sonderkommissar Lin Zexu lässt 20.000 Kisten britischen Opiums vernichten und löst damit den Ersten Opiumkrieg aus.
- 1861: Im Gefecht bei Philippi, einem der ersten Gefechte des Amerikanischen Bürgerkriegs im westlichen Virginia, besiegen die Unionstruppen unter General McClellan die Konföderierten. Eine der Folgen der Schlacht ist die Trennung West Virginias vom sezessionistischen Virginia.

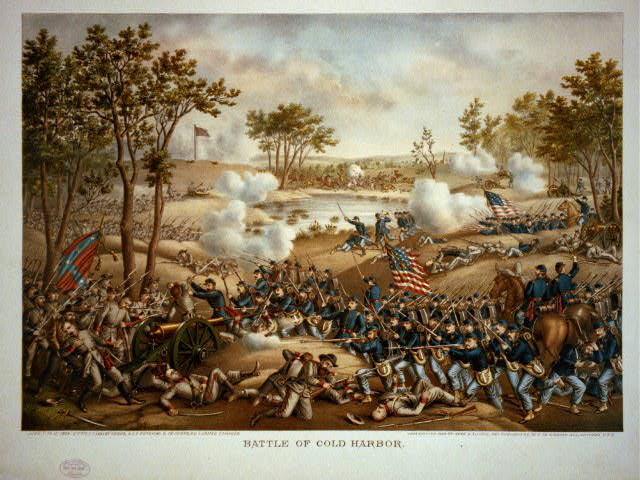
1864: Schlacht von Cold Harbor

- 1864: Während der mehrtägigen Schlacht von Cold Harbor im Amerikanischen Bürgerkrieg scheitert ein Angriff der Potomac-Armee unter Ulysses S. Grant auf Stellungen der konföderierten Nord-Virginia-Armee. Die Unionstruppen erleiden dabei eine verlustreiche Niederlage.
- 1919: Auf der Friedenskonferenz von Versailles erkennen die Premierminister Großbritanniens, Frankreichs und Italiens Polens Recht auf eine unabhängige und vereinigte Republik mit freiem Zugang zur Ostsee an.
- 1941: Auf der Insel Kreta wird der Ort Kandanos von Soldaten der Wehrmacht zerstört und bis zu 180 Einwohner ermordet.
- 1942: Mit dem Luftangriff auf Dutch Harbor durch japanische Streitkräfte beginnt die Schlacht um die Aleuten.
- 1947: Der britische Vizekönig Mountbatten gibt den Plan zur Teilung Indiens bekannt, die mit der Gründung Pakistans zwei Monate später vollzogen wird.
- 1957: Beim sogenannten Iller-Unglück ertrinken 15 Grundwehrdienstleistende des Luftlandejägerbataillons 19 der Bundeswehr beim Durchqueren der Iller bei Hirschdorf.
- 1958: Singapur verkündet seine Unabhängigkeit und ist nicht mehr britische Kolonie.

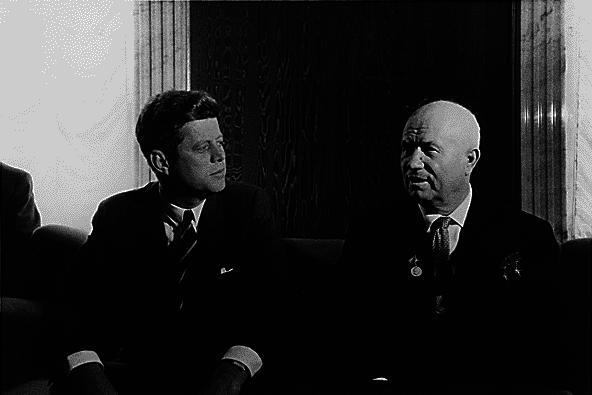
1961: Kennedy und Chruschtschow in Wien

- 1961: Friedliche Koexistenz: US-Präsident John F. Kennedy und der sowjetische Staatschef Nikita Chruschtschow treffen sich in Wien zu Gesprächen.
- 1972: Das Transitabkommen zwischen den beiden deutschen Staaten BRD und DDR tritt in Kraft.
- 1992: In Rio de Janeiro beginnt die Konferenz der Vereinten Nationen über Umwelt und Entwicklung, auch Erdgipfel genannt.
- 1993: Frankreich und Spanien erkennen die Souveränität Andorras an.
- 1999: Der Friedensplan der G8-Staaten wird von Serbien gebilligt.
- 2006: Rund zwei Wochen nach einem Volksentscheid in Montenegro erklärt das Parlament die Unabhängigkeit vom Staatenbund Serbien und Montenegro.
- 2017: Bei einem Terroranschlag in London werden von islamistischen Terroristen acht Menschen getötet und 48 weitere verletzt.
- 2025: Die Präsidentschaftswahl in Südkorea 2025 gewinnt Lee Jae-myung.

### Wirtschaft
- 1621: Die Niederländische Westindien-Kompanie erhält in ihrem Land das exklusive Handelspatent für Amerika.

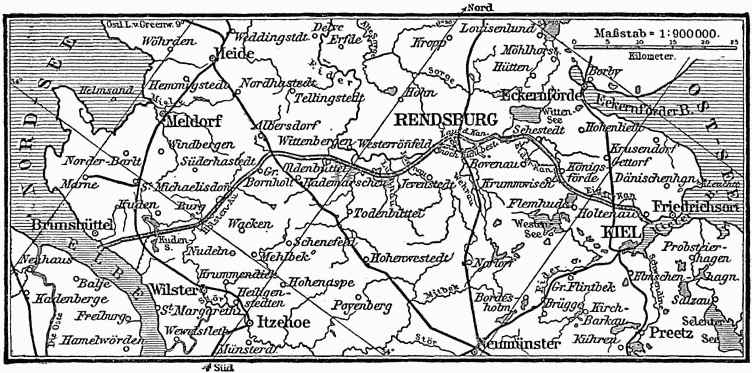
1887: Nord-Ostsee-Kanal (Karte von 1888)

- 1887: Der deutsche Kaiser Wilhelm I. legt bei Kiel-Holtenau den Grundstein für den Nord-Ostsee-Kanal.
- 1904: Die Firma Büssing eröffnet eine der ersten Omnibuslinien in Deutschland auf der Strecke Braunschweig–Wendeburg
- 1950: Der Bayernkurier, die wöchentlich erscheinende Parteizeitung der Christlich-Sozialen Union (CSU), bringt ihre Erstausgabe auf den Markt. Als Herausgeber und Chefredakteur fungiert Generalsekretär Franz Josef Strauß.
- 1998: Die globalisierungskritische Organisation Attac wird gegründet.

### Wissenschaft und Technik
- 1683: Das Ashmolean Museum der University of Oxford wird für Besucher zugänglich. Es ist die weltweit erste von einer Hochschule betriebene Einrichtung dieser Art.

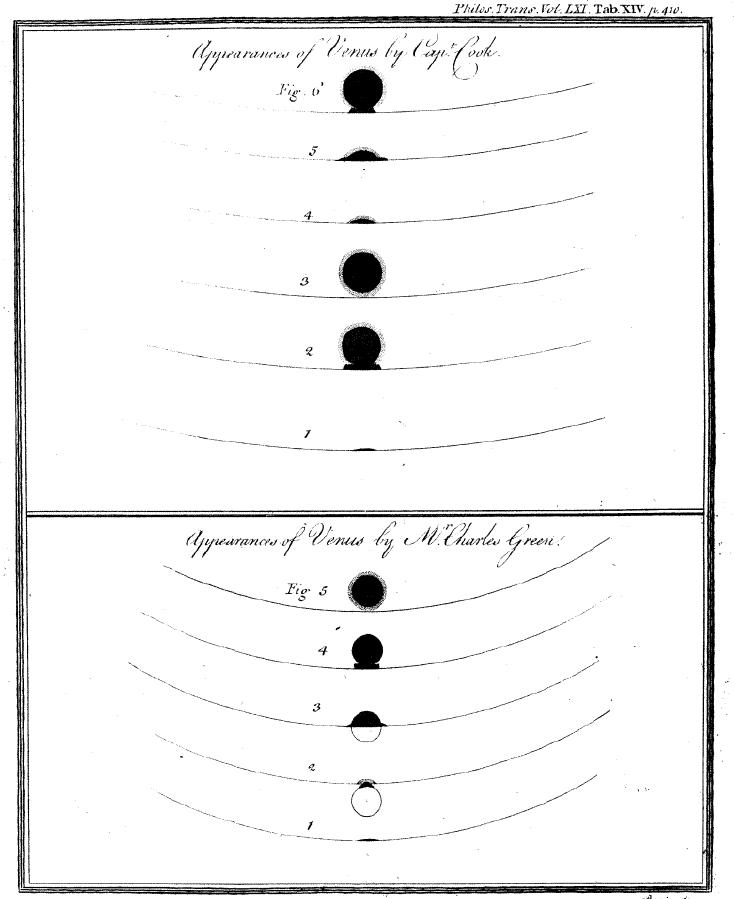
1769: Die von Cook beobachtete Erscheinung der Venus am Sonnenrand

- 1769: James Cook beobachtet auf seiner Ersten Südseereise auf Tahiti den Venustransit.
- 1789: Von Fort Chipewyan aus bricht Alexander MacKenzie mit seinen Begleitern auf, eine Flussverbindung zum Pazifischen Ozean zu suchen.
- 1801: Robert Fulton führt in Le Havre sein Nautilus genanntes U-Boot vor.
- 1929: Dem Zeppelin LZ 126/ZR-3 USS Los Angeles der US-Marine gelingt als erstem Luftschiff das Absetzen und die Aufnahme eines Flugzeuges in der Luft.
- 1948: Das 400 Tonnen schwere Hale-Teleskop im Palomar-Observatorium wird eingeweiht. Es ist zu diesem Zeitpunkt das größte Fernrohr auf Erden und dient astronomischen Zwecken.

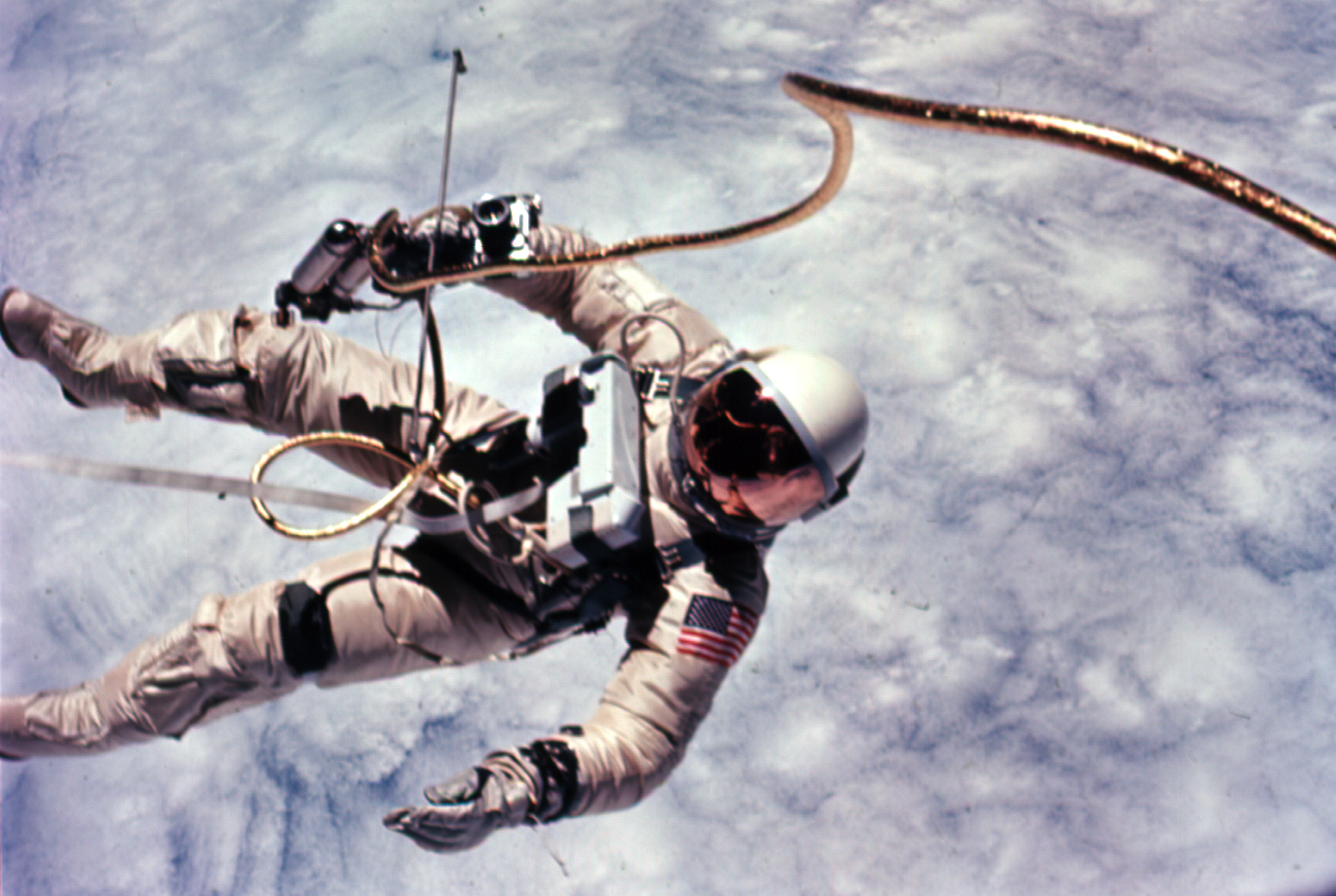
1965: Erster amerikanischer Weltraumausstieg

- 1965: Im Rahmen der Mission Gemini 4 absolviert Edward White als erster amerikanischer Astronaut einen Außenbordeinsatz.
- 1995: Auf Usedom wird mit der Seebrücke Heringsdorf die längste Seebrücke Kontinentaleuropas eröffnet.

### Kultur
- 1714: Die von Architekt Giovanni Francesco Guerniero geschaffenen Wasserspiele im Bergpark Wilhelmshöhe werden unter Landgraf Karl von Hessen-Kassel zum ersten Mal präsentiert.

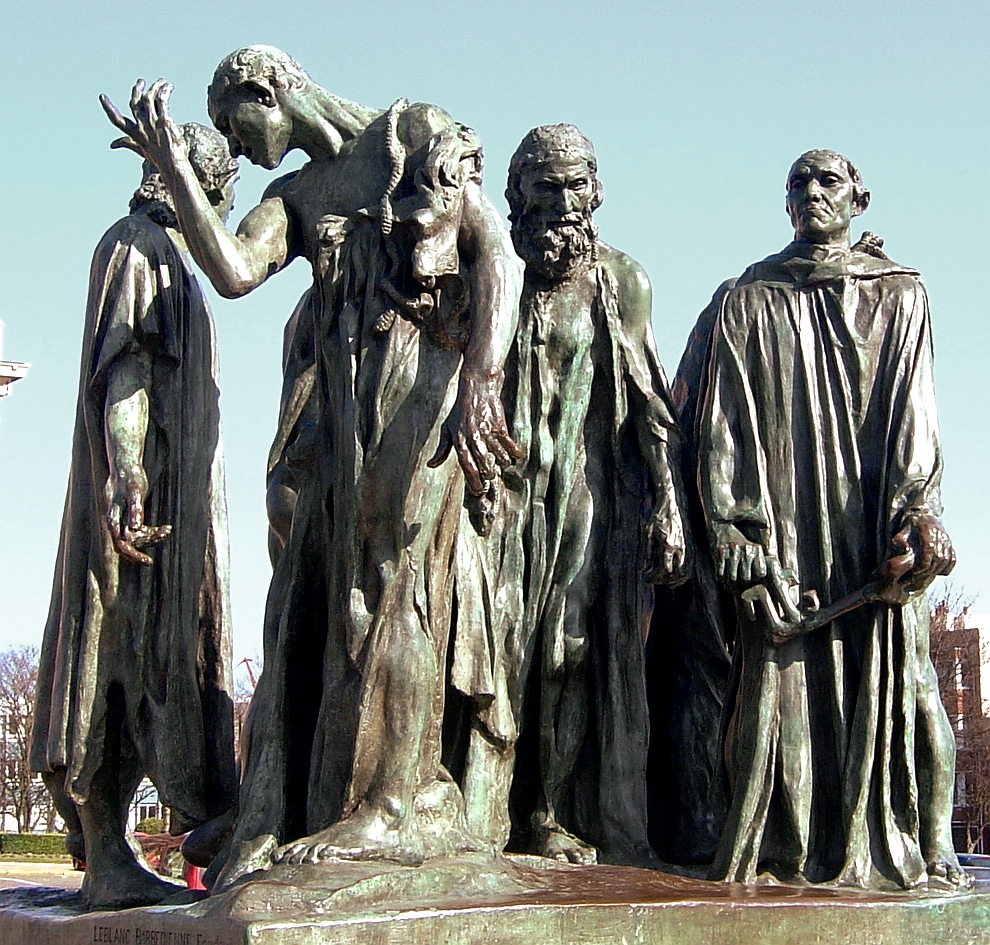
1895: Die Bürger von Calais

- 1895: Das Monument aux Bourgeois de Calais von Auguste Rodin wird in Calais eingeweiht.
- 1922: An der Pariser Oper wird die Oper Mavra von Igor Strawinsky uraufgeführt. Das Libretto von Boris Jewgenjewitsch Kochno basiert auf der Verserzählung Das Häuschen in Kolomna von Alexander Sergejewitsch Puschkin.
- 1941: Das Bühnenstück Wilhelm Tell von Friedrich Schiller wird nach einer „Führeranweisung“ Adolf Hitlers aus Bibliotheken und Schullehrplänen entfernt, seine Aufführung im Deutschen Reich verboten.
- 1947: Die Uraufführung der Opera buffa Les mamelles de Tirésias (Die Brüste des Tiresias) von Francis Poulenc erfolgt an der Opéra-Comique in Paris. Der Text bezieht sich auf das gleichnamige Drama von Guillaume Apollinaire.
- 1968: Der durch Pop Art bekannt gewordene Künstler Andy Warhol wird in New York von der Frauenrechtlerin Valerie Solanas niedergeschossen.
- 1975: Am 46th Street Theatre am New Yorker Broadway wird das Musical Chicago von John Kander und Fred Ebb in der Inszenierung von Bob Fosse uraufgeführt.

### Gesellschaft
- 1937: Der Duke of Windsor, bis zu seiner Abdankung im Jahr zuvor der britische König Eduard VIII., heiratet die Amerikanerin Wallis Simpson.

### Religion
- 0535: Agapitus I. wird nach einer Sedisvakanz von 47 Tagen als Nachfolger von Papst Johannes II. inthronisiert.
- 1863: Die Eucharistiner werden als Kongregation von Papst Pius IX. anerkannt.
- 1933: In der Enzyklika Dilectissima nobis beklagt Papst Pius XI. die Kirchenverfolgung in Spanien.

### Katastrophen
- 1957: Beim Versuch der Überquerung der Iller bei Kempten kommen 15 Rekruten der Bundeswehr im Iller-Unglück ums Leben.
- 1962: Beim Absturz einer französischen Boeing 707 in Paris sterben alle 130 Menschen an Bord.
- 1973: Während einer Flugschau in Le Bourget (bei Paris) stürzt eine Tupolew Tu-144 ab. 14 Menschen (6 an Bord des Flugzeugs und 8 am Boden) kommen ums Leben.
- 1979: Die Ölbohrplattform Sedco 135F an der Explorationsbohrung Ixtoc I des mexikanischen Mineralölkonzerns PEMEX explodiert und verursacht die bis dahin größte Ölpest der Geschichte. Das Bohrloch kann erst am 23. März des folgenden Jahres geschlossen werden. Bis dahin treten insgesamt geschätzte 400.000 bis 1,4 Millionen Tonnen Rohöl ins Meer aus.
- 1998: Eisenbahnunfall von Eschede: Der Intercity-Express „Wilhelm Conrad Röntgen“ entgleist aufgrund eines defekten Radreifens bei Eschede und reißt dadurch eine Straßenbrücke ein; dabei sterben 101 Menschen.
- 2018: Beim Ausbruch des Feuervulkans Volcán de Fuego in Guatemala, rund 4 Kilometer südwestlich der Hauptstadt Guatemala-Stadt, kommen mindestens 114 Menschen ums Leben, mehr als 300 werden verletzt, aus den umliegenden Gebieten rund um den Vulkan müssen mehr als 3200 Menschen ausquartiert werden.

Kleinere Unglücksfälle sind in den Unterartikeln von Katastrophe und in der Liste von Katastrophen aufgeführt.

### Natur und Umwelt

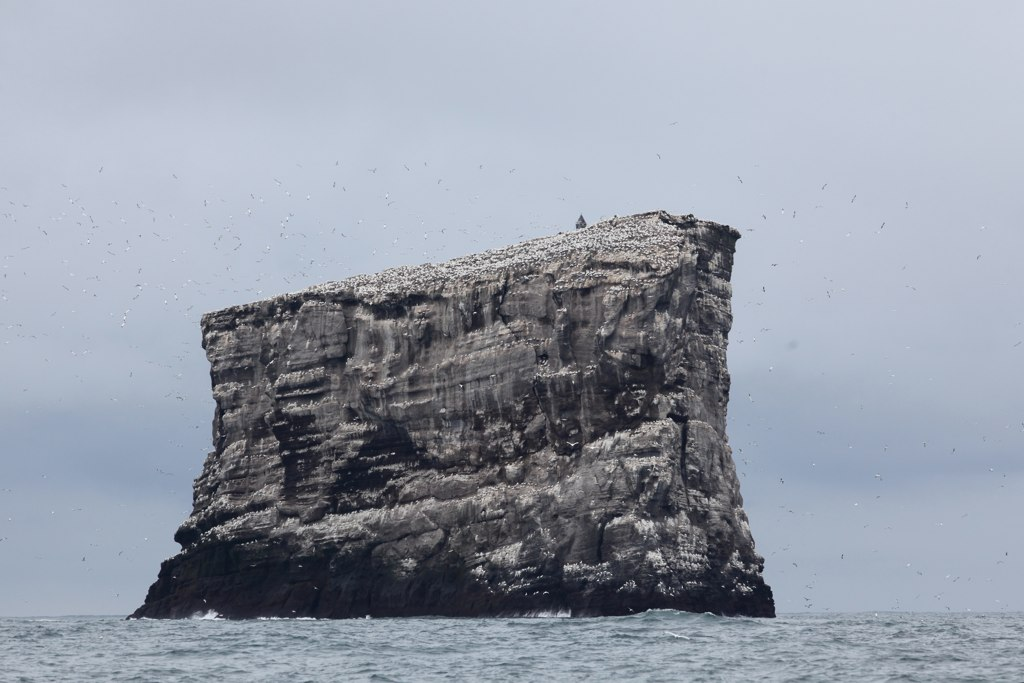
1844: Eldey, das letzte Refugium des ausgerotteten Riesenalks

- 1844: Auf der isländischen Insel Eldey wird das letzte überlebende Riesenalk-Brutpaar von zwei Trophäensammlern getötet. Die Bälge werden an einen dänischen Sammler verkauft.

### Sport

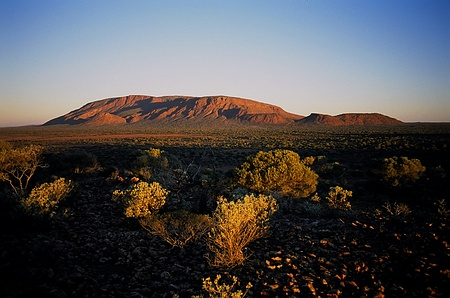
1858: Mount Augustus

- 1858: Francis Thomas Gregory besteigt in Westaustralien als erster Europäer den größten Monolithen der Erde. Gregory benennt den Berg kurze Zeit danach mit Mount Augustus, wobei er seinen Bruder Augustus Gregory zum Namenspaten nimmt.
- 1892: Der im März in Liverpool als Abspaltung vom Everton F.C. entstandene Fußballclub wird als Liverpool F.C. registriert.
- 1950: Die Franzosen Maurice Herzog und Louis Lachenal führen die Erstbesteigung des Himalaya-Berges Annapurna durch. Es ist zugleich das erste Mal, dass Bergsteiger einen Achttausender erklimmen.

Einträge von Leichtathletik-Weltrekorden befinden sich unter der jeweiligen Disziplin unter Leichtathletik.
Einträge zu Fußballweltmeisterschaftsspielen finden sich in den Unterseiten von Fußball-Weltmeisterschaft. Das Gleiche gilt für Fußball-Europameisterschaften.

## Geboren

### Vor dem 18. Jahrhundert
- 1419: Agostino Barbarigo, 74. Doge von Venedig
- 1536: Hosokawa Fujitaka, japanischer Fürst und Dichter
- 1537: Johann Manuel, portugiesischer Thronfolger
- 1540: Karl II., Erzherzog von Innerösterreich
- 1576: Giovanni Diodati, reformierter Theologe und Bibelübersetzer
- 1579: Jens Munk, dänisch-norwegischer Seefahrer und Entdecker
- 1591: Julius Wilhelm Zincgref, deutscher Schriftsteller
- 1594: César de Bourbon, Herzog von Vendôme, Halbbruder von Ludwig XIII.
- 1598: Ortolph Fomann der Jüngere deutscher Historiker und Rechtswissenschaftler
- 1606: Georg Aribert von Anhalt-Dessau, anhaltischer Regent
- 1635: Andrea Malinconico, italienischer Maler
- 1650: Ferdinand Christoph Harpprecht, württembergischer Rechtswissenschaftler
- 1660: Johannes Schenck (Taufdatum), deutsch-niederländischer Komponist und Gambenspieler

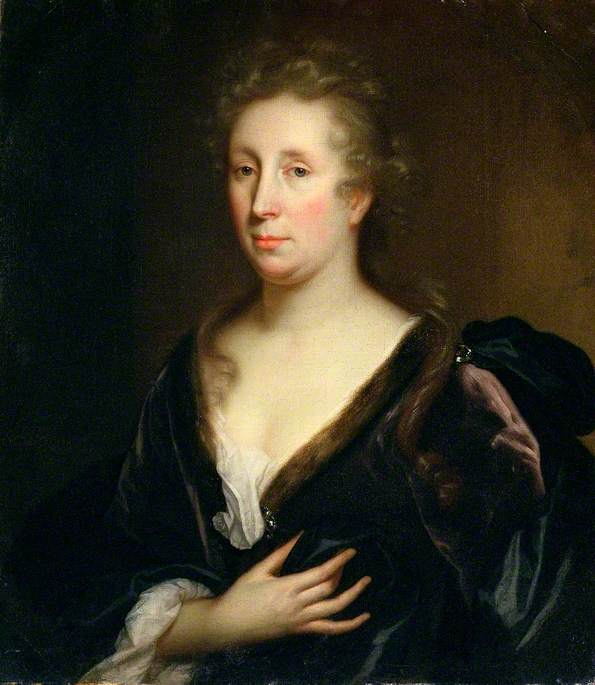
Rachel Ruysch (* 1664)

- 1664: Rachel Ruysch, niederländische Malerin des Barock
- 1691: Joachim Arndt Saltzmann, königlicher Hofgärtner im Schloss Charlottenburg
- 1699: Benedetto Alfieri, italienischer Baumeister

### 18. Jahrhundert

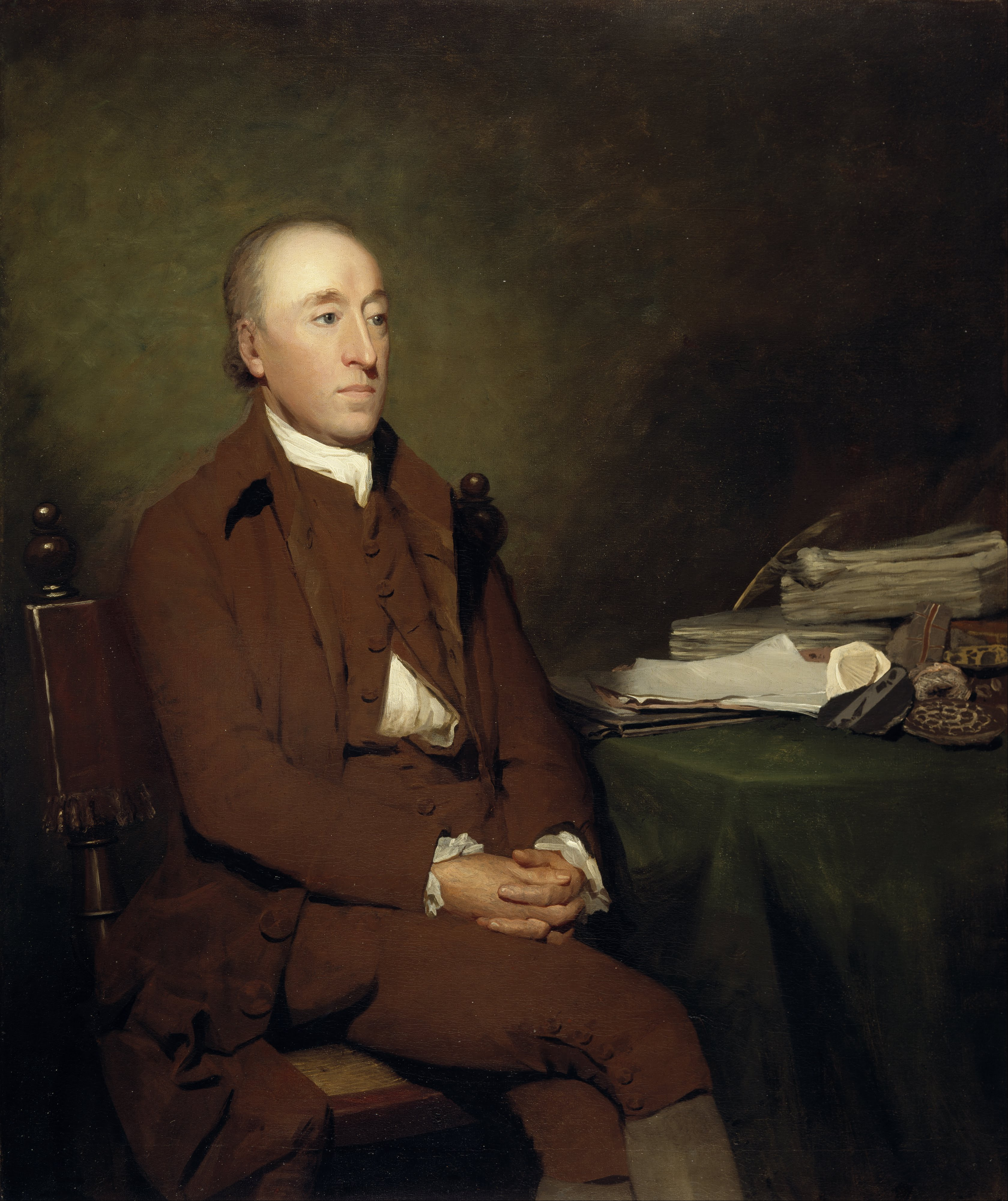
James Hutton (* 1726)

- 1726: James Hutton, schottischer Naturforscher und Geologe
- 1728: Joseph Anselm Adelmann von Adelmannsfelden, deutscher Politiker
- 1728: Eugen Wenzel von Wrbna-Freudenthal, Politiker während der Habsburgermonarchie
- 1736: Ludwig Gottlieb Scriba, deutscher Entomologe und evangelischer Pfarrer
- 1743: Wilhelm I. von Hessen-Kassel, hessischer Kurfürst
- 1745: Jean-Joseph d’Apcher, französischer Adliger
- 1745: Louis-René Levassor de Latouche Tréville, französischer Admiral
- 1746: James Hook, englischer Komponist und Organist
- 1748: Jean-Joseph d’Apcher, französischer Adliger
- 1763: Gottlieb Friedrich Abel, deutscher Kupferstecher und Botaniker

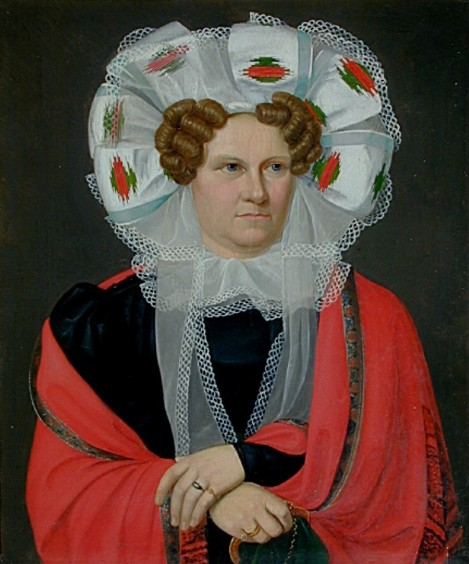
Friederike Brun (* 1765)

- 1765: Friederike Brun, dänische Schriftstellerin
- 1770: Manuel Belgrano, argentinischer Anwalt, Politiker und General
- 1773: Frédéric Guillaume de Donop, französischer General deutscher Abstammung
- 1773: Michael Gotthard Fischer, deutscher Organist und Komponist
- 1779: Marie von Clausewitz, deutsche Herausgeberin der militärhistorischen Werke ihres Ehegatten Carl von Clausewitz
- 1791: Juan Francisco Giró, Präsident Uruguays
- 1793: Antoni Malczewski, polnischer Dichter
- 1798: Nikolaus Ludwig Arnold, deutscher Jurist
- 1799: Elisabetta Fiorini Mazzanti, italienische Botanikerin
- 1799: Jacob von Roeser, deutscher Arzt und Reisender

### 19. Jahrhundert

#### 1801–1850
- 1801: František Škroup, tschechischer Komponist und Dirigent
- 1802ː Agnes Carus, deutsche Sängerin (Sopran), Mitglied der Leipziger Singakademie, inspirierte Robert Schumann
- 1804: Jacques-Joseph Moreau, französischer Arzt und Psychiater

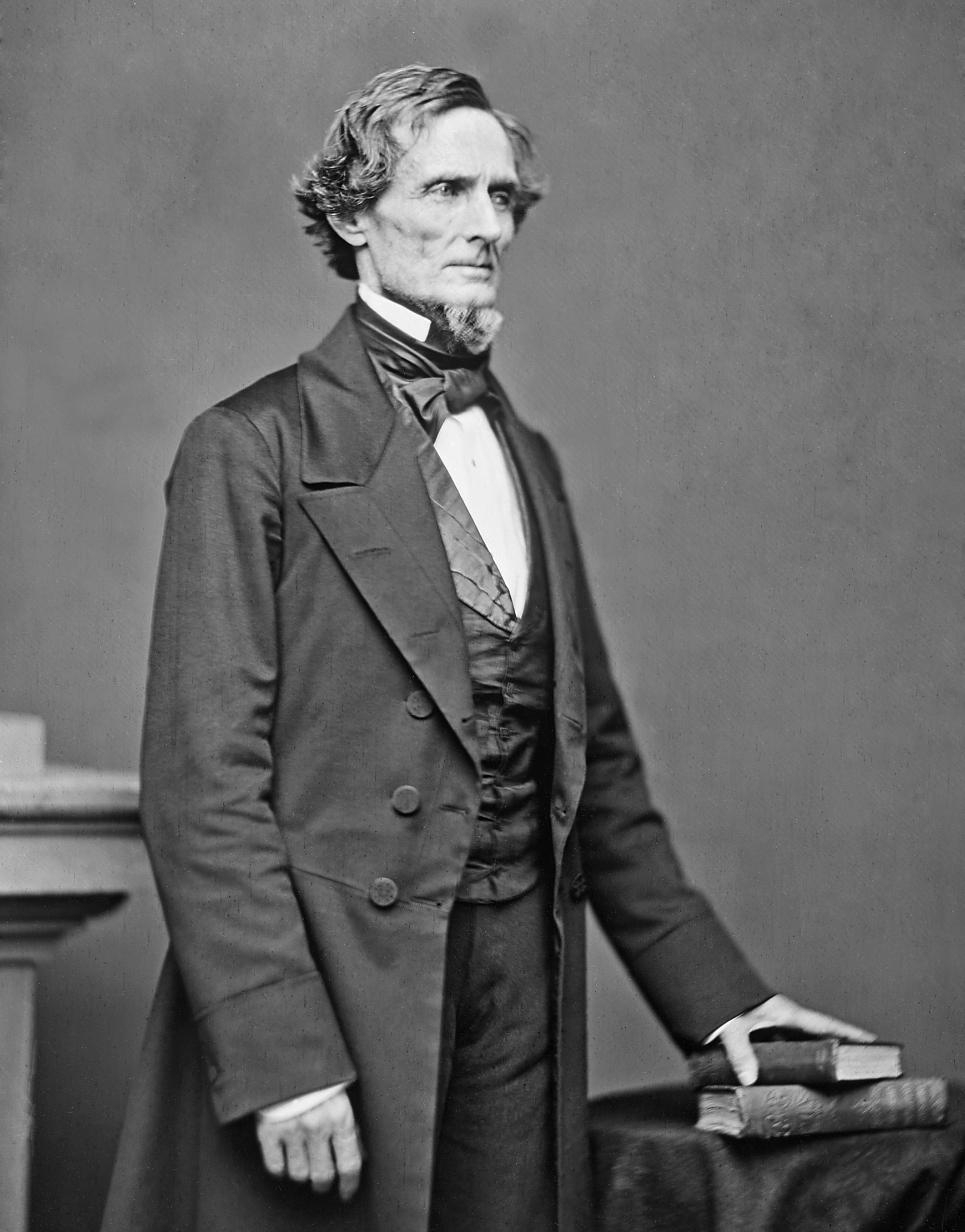
Jefferson Davis (* 1808)

- 1808: Jefferson Davis, US-amerikanischer Politiker, Präsident der Konföderierten Staaten von Amerika
- 1815: Johann Joseph Oppel, deutscher Pädagoge, Physiker und Sprachwissenschaftler
- 1817: Pauline von Mallinckrodt, deutsche Ordensgründerin
- 1818: Adolf Theodor Hermann Fritzsche, deutscher Altphilologe
- 1819: Anton Maria Anderledy, Schweizer Jesuit

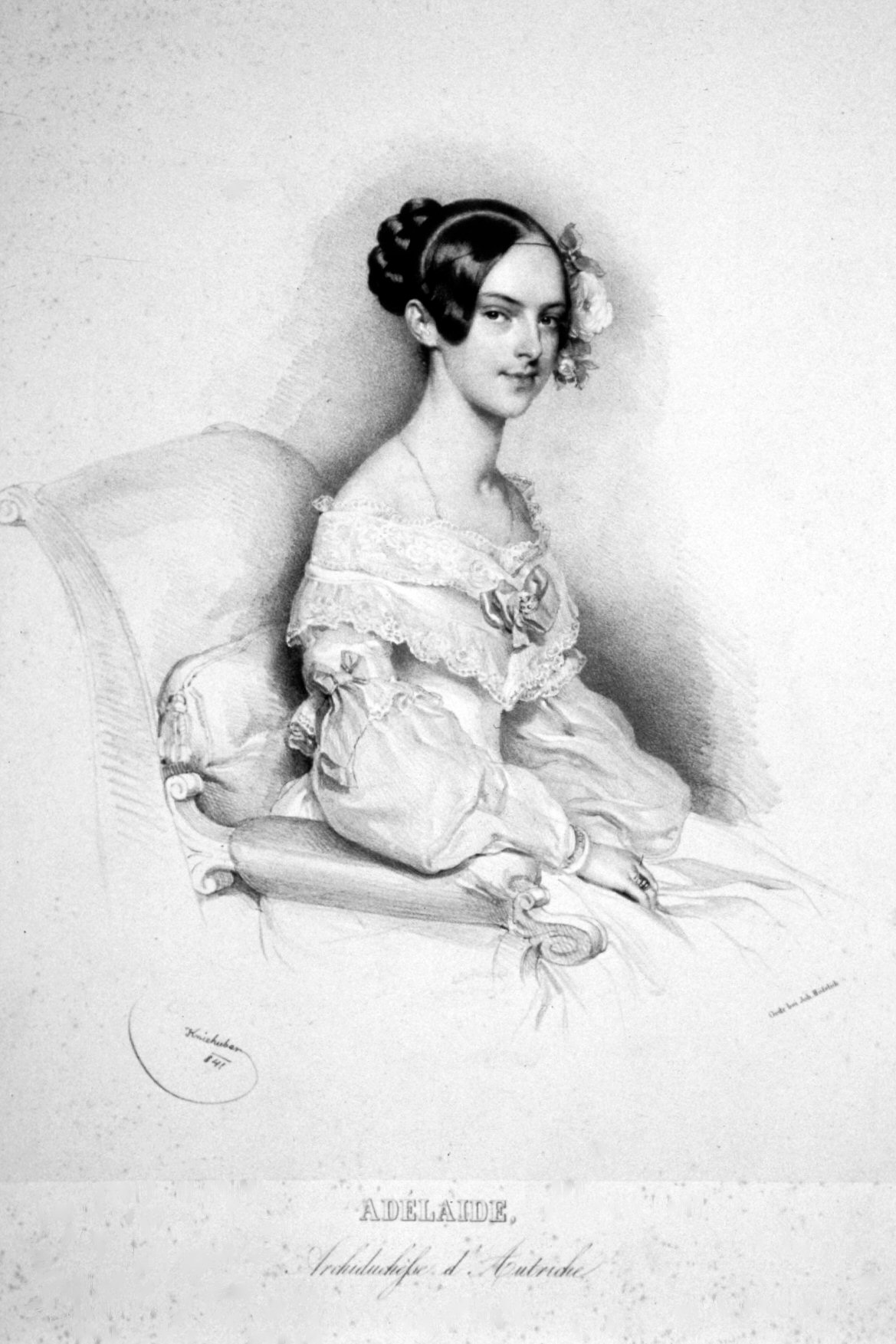
Adelheid von Österreich (* 1822)

- 1822: Adelheid von Österreich, Königin von Sardinien
- 1828: Ferdinand Poise, französischer Komponist
- 1828: Otto von Faber du Faur, deutscher Maler und Offizier
- 1828: David Gempeler, Schweizer Lehrer, Schriftsteller und Heimatforscher
- 1829: Charles Johnson Brooke, zweiter weißer Raja von Sarawak
- 1829: Charles Renaud de Vilbac, französischer Organist und Komponist
- 1837: Franz Bücheler, deutscher Altphilologe
- 1837: Louise de Mercy-Argenteau, belgische Pianistin, Komponistin und Musikkritikerin
- 1839: Warren Otis Arnold, US-amerikanischer Politiker
- 1839: Paul Lindau, deutscher Schriftsteller, Dramatiker und Theaterleiter

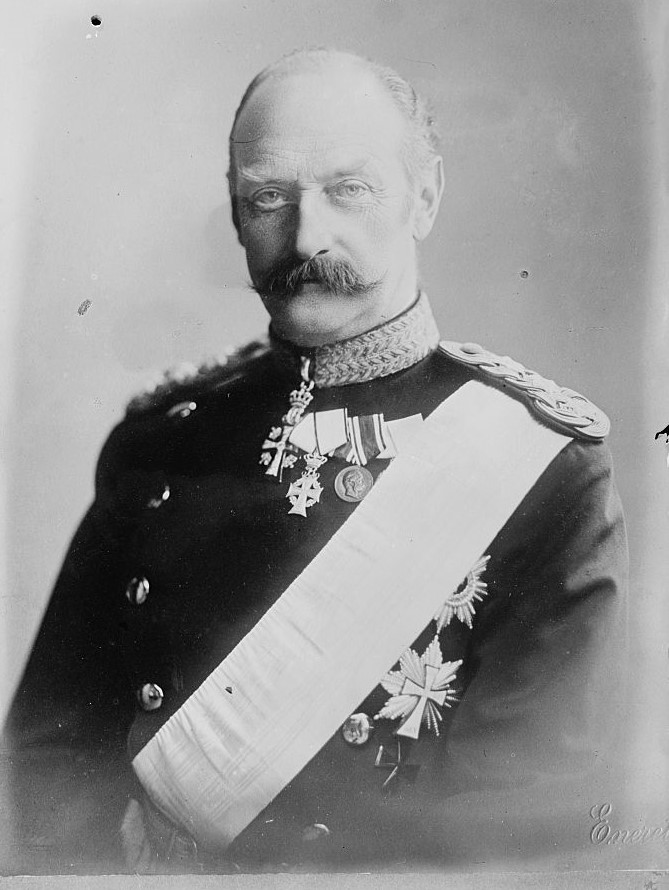
Friedrich VIII. (* 1843)

- 1843: Friedrich VIII., König von Dänemark
- 1844: Hermann Erler, deutscher Musikverleger, Komponist und Schriftsteller
- 1844: Garret Hobart, US-amerikanischer Politiker, Vizepräsident
- 1844: Detlev von Liliencron, deutscher Lyriker
- 1844: Émile Paladilhe, französischer Komponist und Pianist
- 1849: Luis Bográn Barahona, Präsident von Honduras

#### 1851–1900
- 1852: Oskar Lieven, russischer Chemiker und Unternehmer
- 1852: Klara Schleker, deutsche Frauenrechtlerin

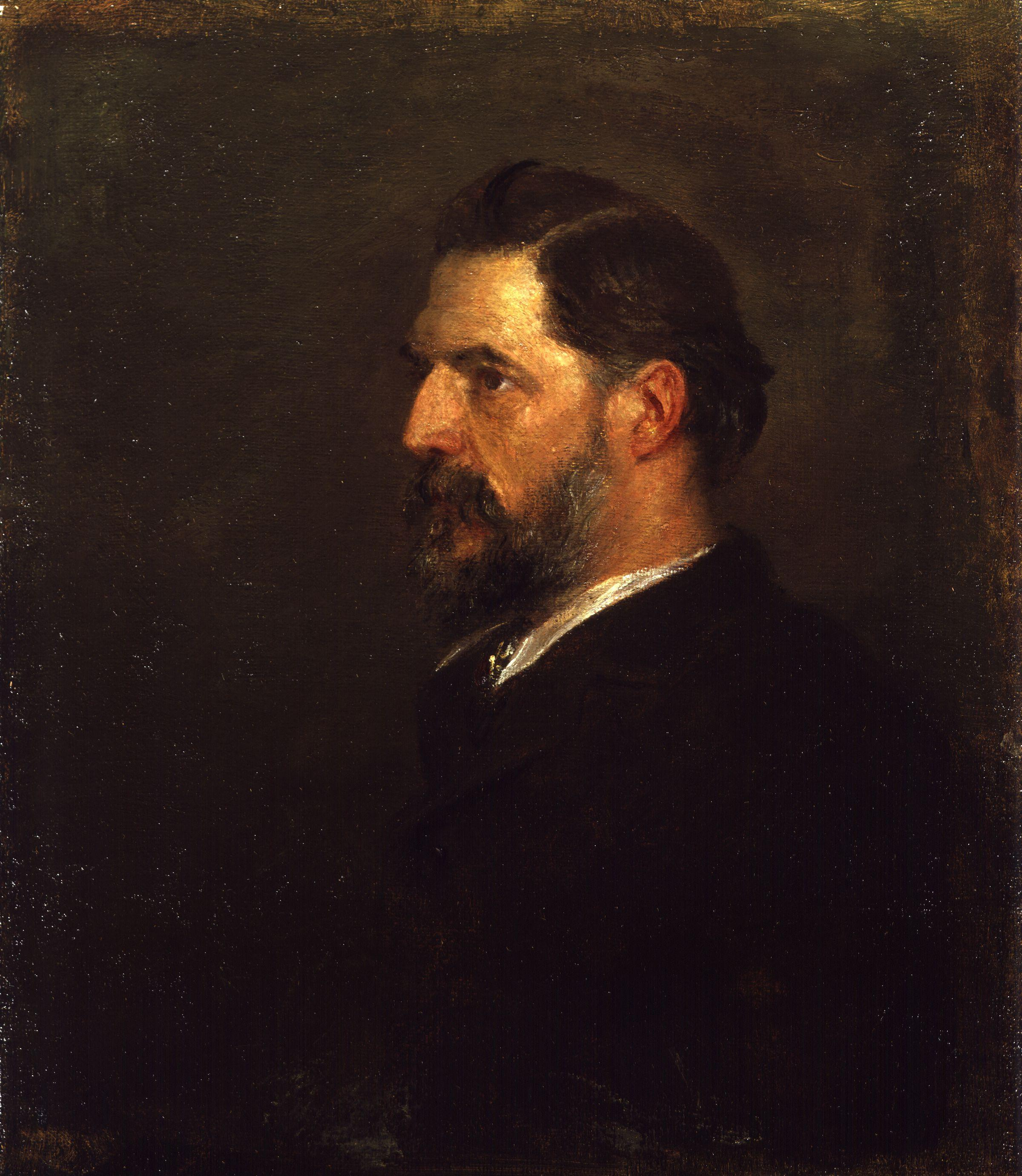
Flinders Petrie (* 1853)

- 1853: Flinders Petrie, englischer Ägyptologe
- 1855: Paul Herfurth, deutscher Verleger und Politiker, MdL
- 1857: Jacques de Morgan, französischer Ingenieur und Ägyptologe
- 1857: Charles Herman Steinway, US-amerikanischer Industrieller, Klavierbauer, Komponist und Pianist
- 1862: Humfrey Anger, kanadischer Organist, Komponist, Dirigent und Musikpädagoge
- 1864: Otto Erich Hartleben, deutscher Dramatiker, Lyriker und Erzähler
- 1865: Georg V., König von Großbritannien
- 1866: Émile Kraeutler, deutsch-französischer Automobilrennfahrer
- 1868: Georg Jarno, ungarischer Komponist
- 1868: Henning Mankell, schwedischer Komponist
- 1872: Habibullah Khan, Emir von Afghanistan

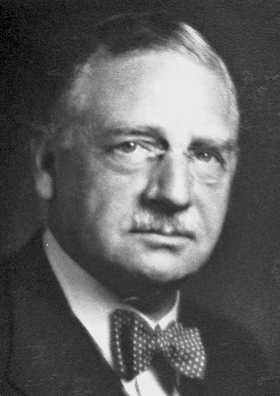
Otto Loewi (* 1873)

- 1873: Otto Loewi, österreichisch-US-amerikanischer Physiologe, Nobelpreisträger
- 1874: Max Hans Kühne, deutscher Architekt
- 1876: Ramón Cabanillas, spanisch-galicischer Schriftsteller
- 1877: Raoul Dufy, französischer Maler
- 1878: Lawrence J. Henderson, US-amerikanischer Chemiker, Biologe
- 1878: Barney Oldfield, US-amerikanischer Automobilrennfahrer
- 1879: Alla Nazimova, US-amerikanische Schauspielerin, Regisseurin und Produzentin
- 1879: Paul Hoffmann, deutscher Unternehmer und Politiker, MdR
- 1879: Raymond Pearl, US-amerikanischer Biologe und Genetiker
- 1881: Marcel Chailley, französischer Geiger und Musikpädagoge
- 1881: Arthur Henney, deutscher Automobilrennfahrer und Unternehmer
- 1882: Hugo Rudolph Kruyt, niederländischer Chemiker
- 1883: Josef Ponten, deutscher Architekt, Kunsthistoriker und Schriftsteller
- 1885: Jakow Michailowitsch Swerdlow, russischer Revolutionär und Politiker, Staatsoberhaupt der Sowjetunion
- 1886: Adalbert von Bayern, deutscher Schriftsteller
- 1886: Max Salomon, deutsch-amerikanischer Karnevalist
- 1887: Emil Axman, tschechischer Musikwissenschaftler und Komponist
- 1887: Camilla Frydan, österreichische Soubrette, Komponistin und Textdichterin
- 1887: Roland Hayes, US-amerikanischer Sänger

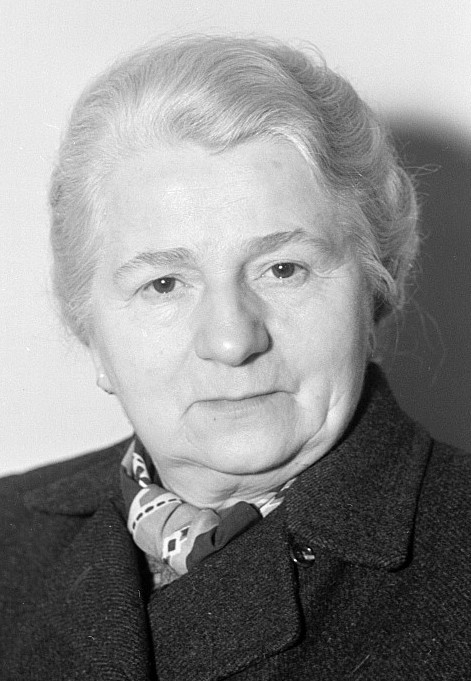
Olga Körner (* 1887)

- 1887: Olga Körner, deutsche Frauenrechtlerin, Politikerin und Widerstandskämpferin, MdL, MdR, Parteifunktionärin in der DDR
- 1887: Hans Kroch, deutsch-jüdischer Bankier
- 1887: Carlo Michelstaedter, italienischer Schriftsteller, Philosoph und Maler
- 1888: Gustav Petri, deutscher Wehrmachtsoffizier („Retter von Wernigerode“)
- 1889: Germain Lefebrve, kanadischer Sänger, Chorleiter und Musikpädagoge
- 1890: Paul Luchtenberg, deutscher Kulturwissenschaftler, Pädagoge und Politiker, MdB, MdL, Landesminister
- 1891: Franz Gruss, österreichischer Maler und Zeichner
- 1892: Hans Ludwig Rauh, deutscher Lehrer und Mundartforscher
- 1893: Assen Karastojanow, bulgarischer Komponist
- 1894: Herbert Boeckl, deutscher Maler, einer der Hauptvertreter der österreichischen Moderne
- 1894: Nels Nelsen, kanadisch-norwegischer Skispringer
- 1895: Zoltan Korda, US-amerikanischer Regisseur

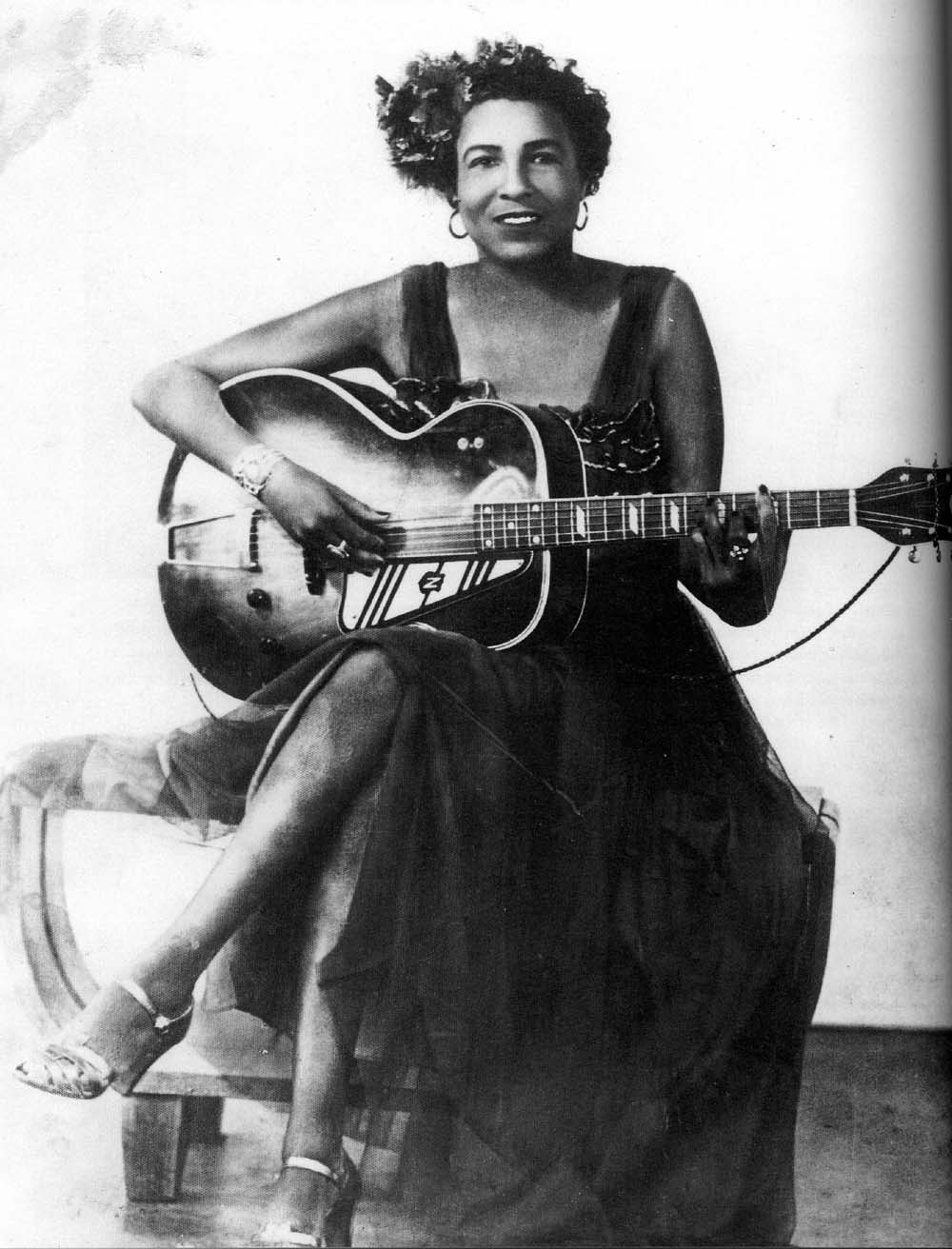
Memphis Minnie, (* 1897)

- 1897: Memphis Minnie, US-amerikanische Bluesmusikerin
- 1899: Alfred Adam, deutscher Theologe und Hochschullehrer
- 1899: Marie Depret, französische Automobilrennfahrerin
- 1899: Georg von Békésy, ungarisch-US-amerikanischer Biophysiker und Physiologe, Nobelpreisträger
- 1899: Herta Claudia Gabriel, deutsche Malerin, Grafikerin und Illustratorin
- 1899: Taco Hajo van den Honert, niederländischer Botaniker
- 1899: Christian Rubi, Schweizer Lehrer, Heimatforscher und Volkskundler
- 1900: Adelaide Ames, US-amerikanische Astronomin
- 1900: Friedrich von Ledebur, österreichischer Schauspieler

### 20. Jahrhundert

#### 1901–1925
- 1902: Harry Isaacs, englischer Pianist und Musikpädagoge
- 1902: Franz Mixa, österreichischer Komponist, Dirigent und Musikpädagoge
- 1904: Friedrich Gondolatsch, deutscher Astronom

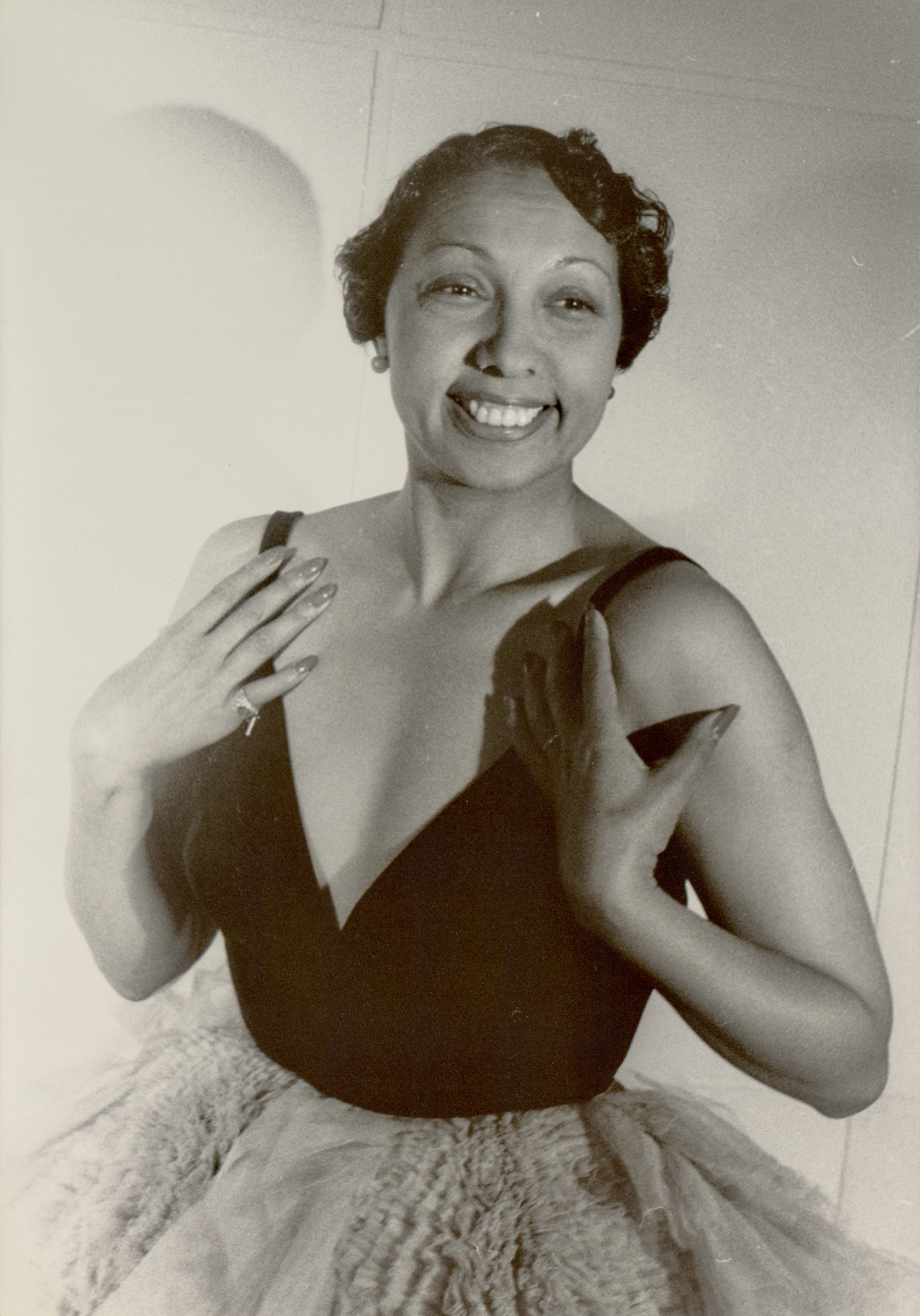
Josephine Baker (* 1906)

- 1906: Josephine Baker, US-amerikanische Tänzerin, Sängerin und Schauspielerin
- 1906: Benjamin Bowden, britisch-US-amerikanischer Industrie-Designer
- 1906: Erich Marx, deutscher Skilangläufer
- 1907: Wilhelm Aron, deutscher Gerichtsreferendar
- 1907: Antonio Emmanuilowitsch Spadawekkia, russischer Komponist
- 1909: Karl Bohmann, österreichischer Motorradrennfahrer
- 1909: Ludwig Koch, deutscher Gewerkschafter, Widerstandskämpfer gegen den Nationalsozialismus
- 1909: Ernst Eduard vom Rath, deutscher Diplomat und Botschaftssekretär in Paris
- 1910: Paulette Goddard, US-amerikanische Schauspielerin
- 1912: Hermann Blazejezak, deutscher Leichtathlet
- 1914: Georg Apfelbeck, deutscher Bauunternehmer und Tischtennis-Funktionär
- 1914: Hel Braun, deutsche Mathematikerin
- 1915: Eberhard Naujoks, deutscher Historiker und Hochschullehrer
- 1916: Ferry Bauer, österreichischer Regisseur, Schauspieler und langjähriger Leiter der Literatur- und Hörspielabteilung im ORF-Landesstudio Oberösterreich
- 1916: Harold B. Cousins, US-amerikanischer Bildhauer
- 1916: Leslie Thorne, britischer Automobilrennfahrer
- 1918: Robert Swink, US-amerikanischer Filmeditor
- 1919: Hans Paulus, deutscher Landwirt und Politiker
- 1920: D’Arco Silvio Avalle, italienischer Romanist
- 1921: Charlie Aldrich, US-amerikanischer Country-Musiker, Gitarrist und Komponist
- 1921: Eberhard Schlotter, deutscher Maler und Graphiker
- 1922: Jochen Diestelmann, deutscher Schauspieler
- 1922: Robert Bouharde, französischer Automobilrennfahrer
- 1922: Iván Patachich, ungarischer Komponist
- 1922: Alain Resnais, französischer Filmregisseur
- 1923: Zenon Brzewski, polnischer Musikpädagoge und Geiger
- 1923: Werner Danz, deutscher Politiker, MdB, MdL
- 1924: Kenneth Armstrong, englischer Fußballspieler und -trainer
- 1924: Horst Sölle, deutscher Wirtschaftspolitiker, Minister für Außenhandel und Innerdeutschen Handel der DDR, Mitglied des ZK der SED

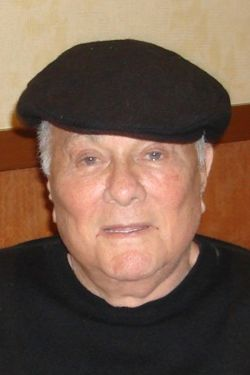
Tony Curtis (* 1925)

- 1925: Tony Curtis, US-amerikanischer Theater-, Film- und Fernsehschauspieler
- 1925: Werner H. Spross, Schweizer Unternehmer
- 1925: Wilhelm Varnholt, deutscher Kommunalpolitiker, Oberbürgermeister von Mannheim
- 1925: Gerhard Zwerenz, deutscher Schriftsteller

#### 1926–1950
- 1926: Gonzalo Castellanos Yumar, venezolanischer Komponist
- 1926: Allen Ginsberg, US-amerikanischer Dichter der Beat Generation (Howl)
- 1926: Janez Matičič, slowenischer Komponist, Dirigent, Pianist und Hochschullehrer
- 1926: Carlos Veerhoff, deutsch-argentinischer Komponist
- 1927: Manfred Flegel, deutscher Politiker, Minister in der DDR
- 1927: Oscar Schneider, deutscher Politiker, MdB, Bundesminister
- 1927: Pavel Staněk, tschechischer Dirigent und Komponist
- 1927: Ronald Stedman, britischer Schwimmer
- 1928: Fred K. Prieberg, deutscher Musikwissenschaftler
- 1928: Klaus Rose, deutscher Volkswirt
- 1929: Werner Arber, Schweizer Mikrobiologe und Genetiker, Nobelpreisträger
- 1930: Dakota Staton, US-amerikanische Jazz-Sängerin
- 1930: Marion Zimmer Bradley, US-amerikanische Schriftstellerin
- 1931: Françoise Arnoul, französische Schauspielerin

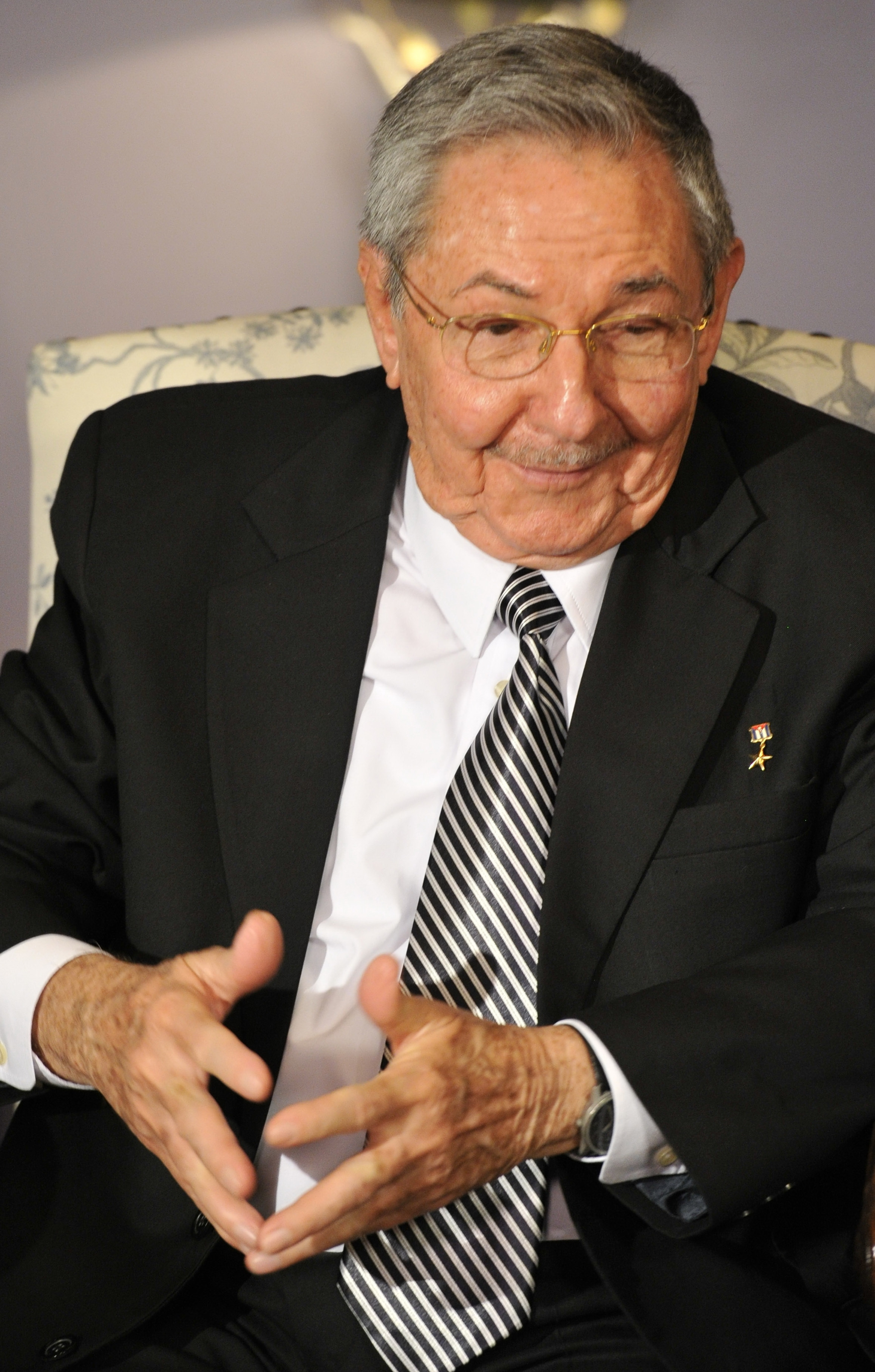
Raúl Castro (* 1931)

- 1931: Raúl Castro, kubanischer Freiheitskämpfer und Politiker, Staatspräsident, Bruder von Fidel Castro
- 1931: John Norman, US-amerikanischer Schriftsteller
- 1932: Gunter Wesener, österreichischer Jurist und Rechtshistoriker
- 1933: Isa bin Salman Al Chalifa, Emir von Bahrain
- 1933: Manuel de Anchorena, argentinischer Diplomat
- 1935: Ervin Acél, ungarischer Dirigent
- 1935: Sigrid Böge, deutsche Mathematikerin
- 1937: Jean-Pierre Jaussaud, französischer Automobilrennfahrer
- 1937: Yoshihisa Taira, japanisch-französischer Komponist
- 1939: Antonio Arregui, spanischer Geistlicher und Erzbischof
- 1939: Ian Hunter, britischer Songschreiber und Sänger
- 1939: Kathleen E. Woodiwiss, US-amerikanische Schriftstellerin
- 1940: Joe Higgs, jamaikanischer Reggaemusiker

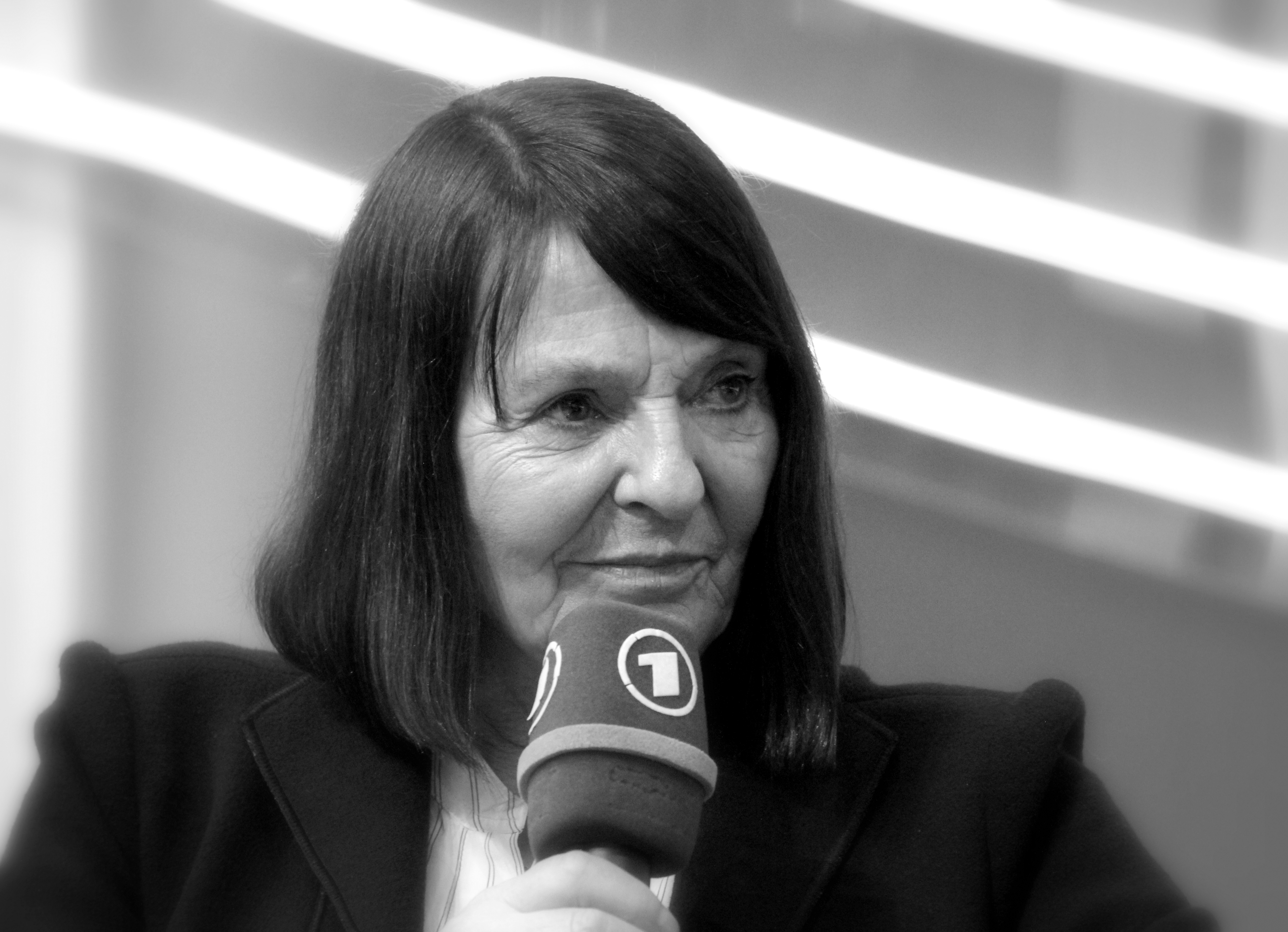
Monika Maron (* 1941)

- 1941: Monika Maron, deutsche Schriftstellerin
- 1941: Helga Oltrogge, deutsche Juristin und erste Präsidentin eines Oberlandesgerichts
- 1942: Michael Bürsch, deutscher Politiker, MdB
- 1942: Curtis Mayfield, US-amerikanischer Soul-Musiker
- 1943: Ron Aspery, britischer Fusionmusiker
- 1945: Bjørn Alterhaug, norwegischer Jazzkontrabassist
- 1945: Gerda Eichhorn, deutsche Politikerin
- 1946: Michael Clarke, US-amerikanischer Musiker
- 1946: Kjell Engman, schwedischer Glasdesigner und Musiker

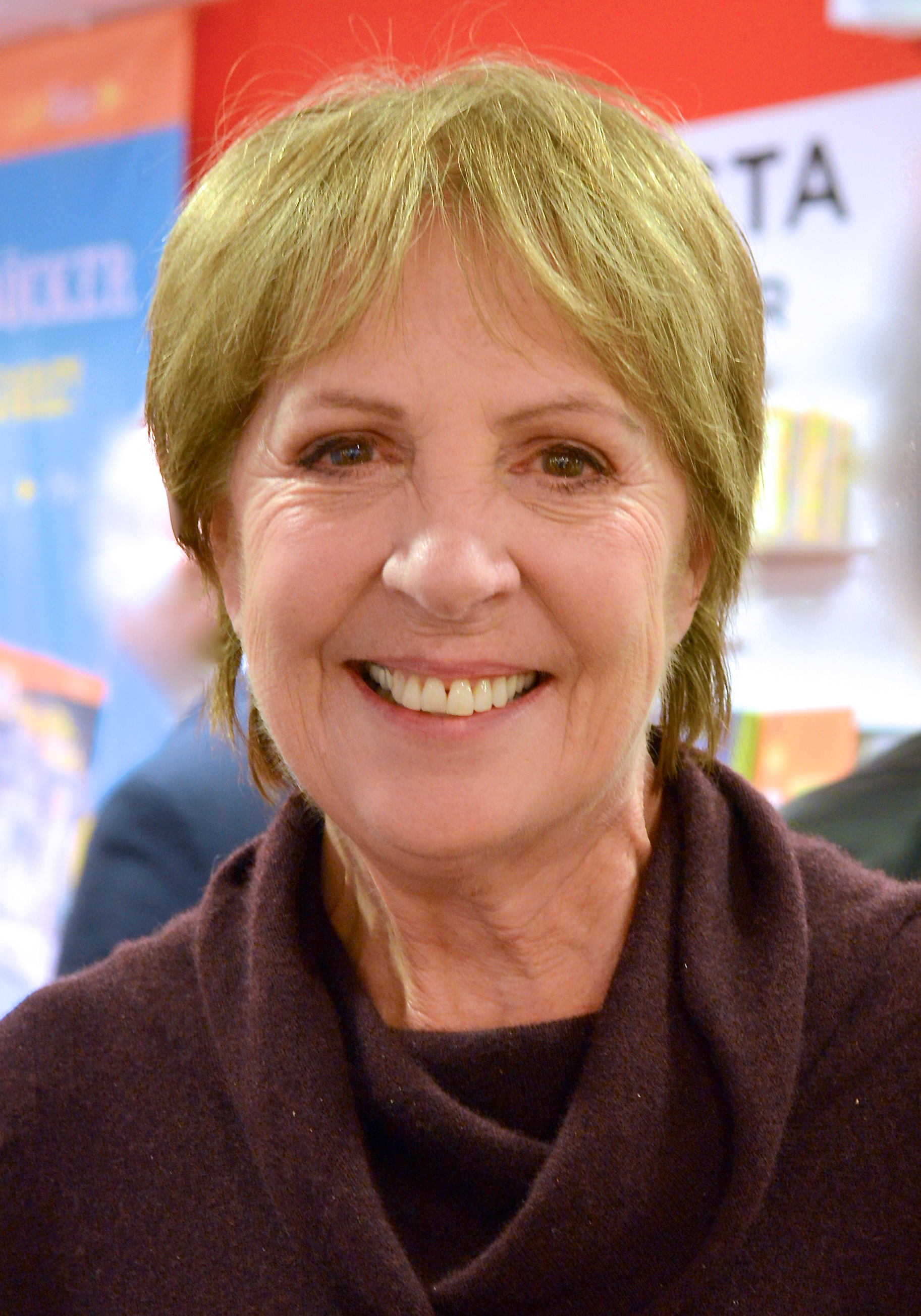
Penelope Wilton (* 1946)

- 1946: Penelope Wilton, britische Schauspielerin
- 1947: Mickey Finn, britischer Musiker
- 1948: Rolf Heißler, deutscher Terrorist
- 1949: Philippe Djian, französischer Schriftsteller
- 1949: Ulrich Kiesow, deutscher Spieleautor
- 1950: Monika Aubele, deutsche Filmproduzentin
- 1950: Marianne Bachmeier, deutsche Gastwirtin, erschoss den mutmaßlichen Mörder ihrer Tochter
- 1950: Suzi Quatro, US-amerikanische Rockmusikerin

#### 1951–1975
- 1951: Jill Biden, US-amerikanische Politikergattin
- 1951: Deniece Williams, US-amerikanische R&B-Sängerin
- 1952: David Richards, britischer Motorsportfunktionär
- 1952: Dominique Laffin, französische Schauspielerin

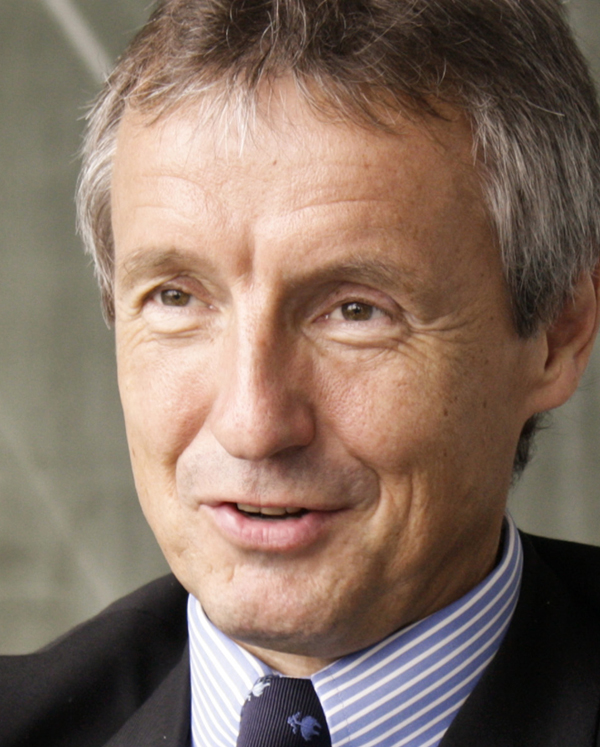
Martin Bartenstein (* 1953)

- 1953: Martin Bartenstein, österreichischer Bundesminister
- 1953: Loalwa Braz, brasilianische Sängerin
- 1954: Jiří Georg Dokoupil, deutsch-tschechischer Maler, Zeichner und Grafiker
- 1954: Bajram Rexhepi, kosovarischer Ministerpräsident
- 1956: Petra Blossey, deutsche Schauspielerin
- 1956: Suren Nalbandjan, sowjetischer Ringer
- 1957: Ingrid Eberle, österreichische Skirennläuferin
- 1957: Peter de Villiers, südafrikanischer Rugbytrainer

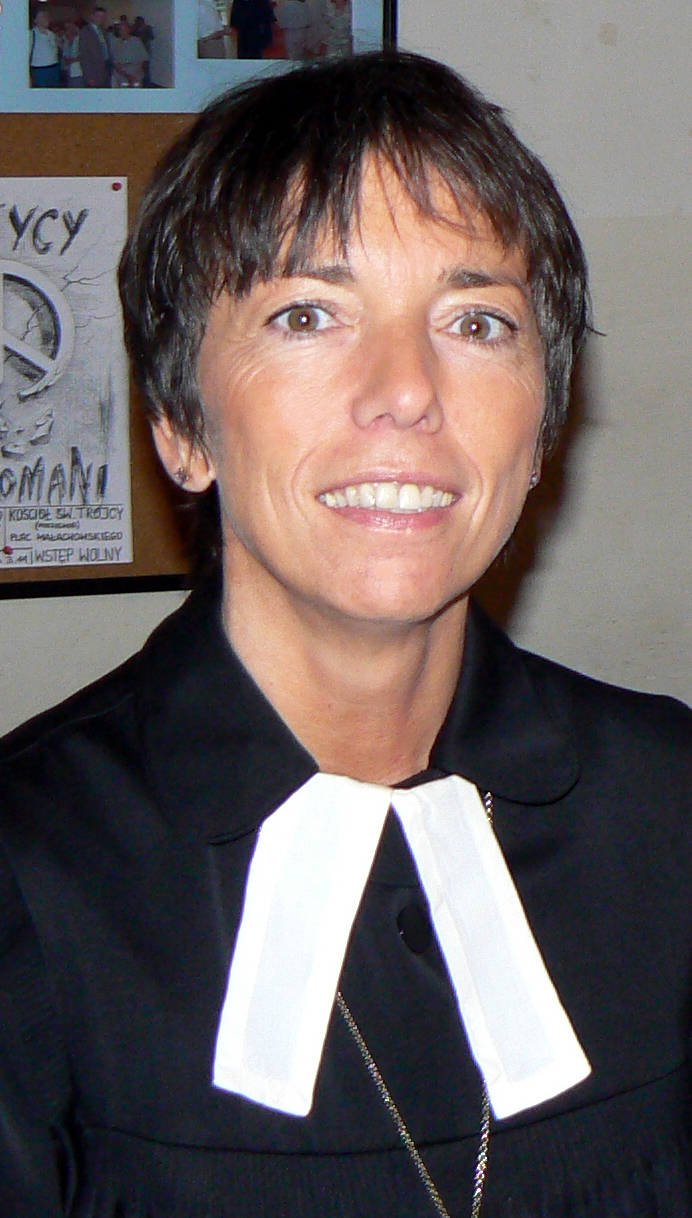
Margot Käßmann (* 1958)

- 1958: Margot Käßmann, deutsche Landesbischöfin
- 1958: Thierry Noir, französischer Maler
- 1958: Norbert Stöß, deutscher Schauspieler
- 1959: Waltraut Antonov, österreichische Politikerin
- 1960: Dariusz Oko, polnischer römisch-katholischer Priester, Philosoph und Publizist
- 1961: Lawrence Lessig, US-amerikanischer Professor
- 1961: Norbert Gstrein, österreichischer Schriftsteller
- 1961: Beat Züger, Schweizer Schachspieler
- 1962: Oliver Augst, deutscher Komponist, Sänger, Produzent und Hörspielautor
- 1962: Dagmar Neubauer, deutsche Leichtathletin
- 1963: Rudy Demotte, belgischer Politiker
- 1963: Anica Dobra, serbische Schauspielerin
- 1963: Dirk Jens Nonnenmacher, deutscher Mathematiker und Manager
- 1964: Martin Bäumle, Schweizer Politiker
- 1964: Christoph Andreas Jacobi, deutscher Chirurg, Hochschullehrer und Autor
- 1964: Ulf Kaack, deutscher Autor, Journalist und Fotograf
- 1964: Kerry King, US-amerikanischer Gitarrist
- 1964: Sabine Lautenschläger, deutsche Juristin
- 1964: Christoph Lieben-Seutter, österreichischer Intendant
- 1964: Günther Marxer, liechtensteinischer Skirennläufer
- 1964: Billy Milano, US-amerikanischer Musiker

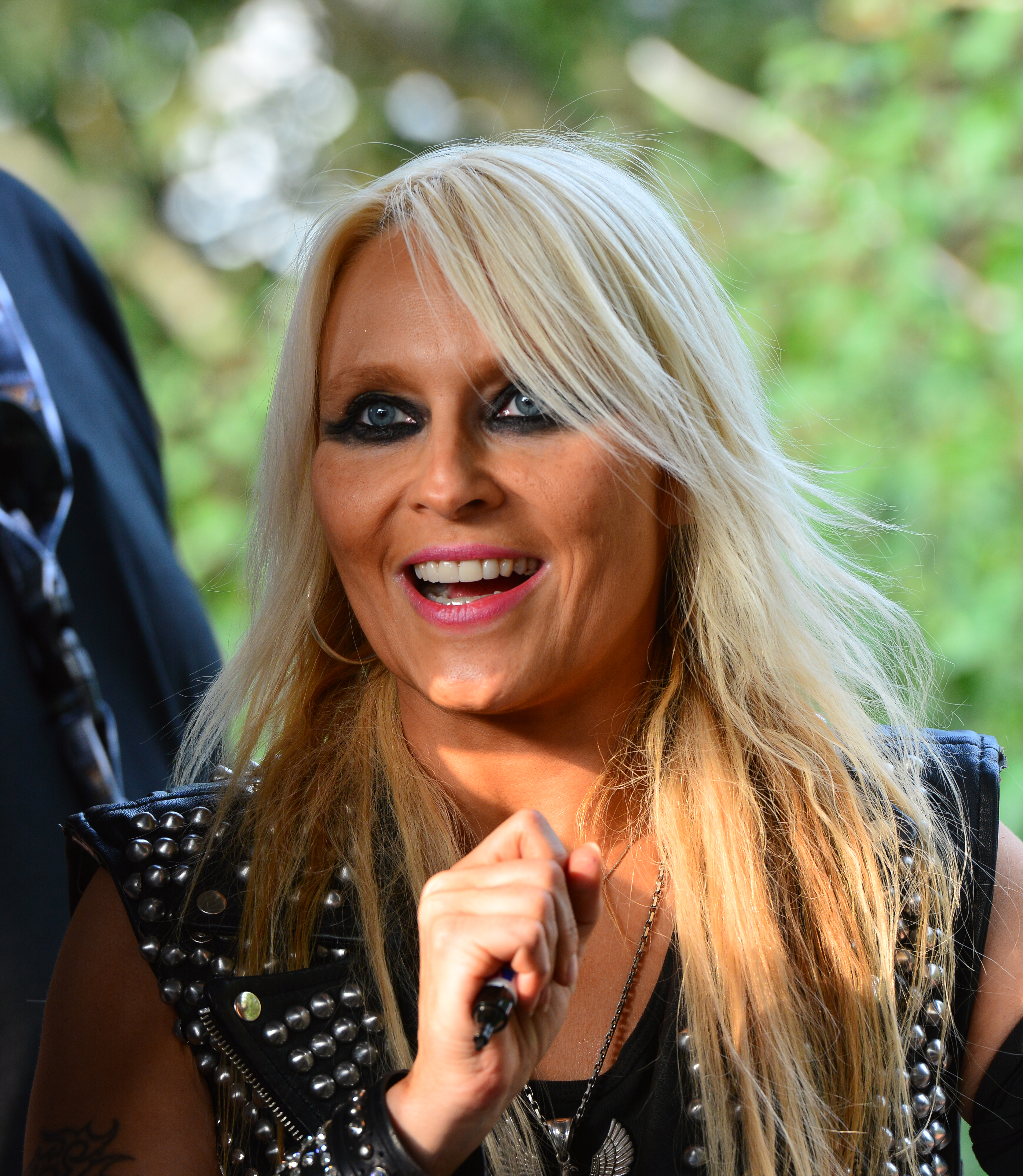
Doro Pesch (* 1964)

- 1964: Doro Pesch, deutsche Sängerin
- 1964: Petrus Pilsinger, österreichischer Ordenspriester
- 1964: James Purefoy, britischer Schauspieler
- 1964: Bernhard Schieffer, deutscher Mediziner
- 1964: Elke Schwab, deutsche Schriftstellerin
- 1964: René Suetovius, deutscher Boxer
- 1964: Peter Wohlleben, deutscher Förster und Autor
- 1965: Helena Fuchsová, tschechische Leichtathletin
- 1965: Albrecht Mayer, deutscher Oboist
- 1965: Thomas Ohrner, deutscher Fernsehmoderator und Schauspieler
- 1965: Stefan Oster, deutscher Theologe und Bischof von Passau
- 1966: László Andor, ungarischer Ökonom und Politiker
- 1966: Wumpscut, deutscher Disc Jockey und Musiker
- 1967: Sven Ottke, deutscher Boxer

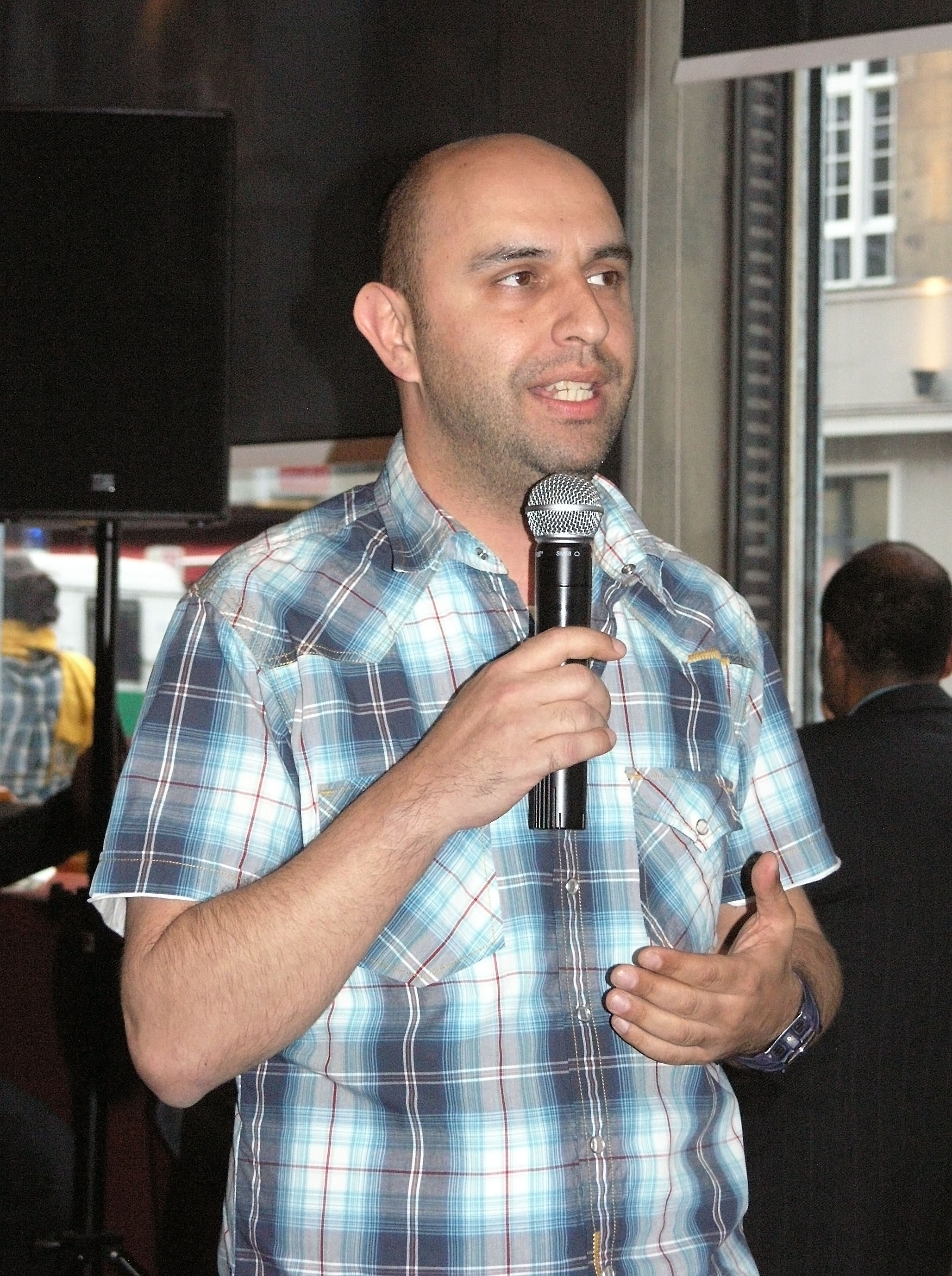
Serdar Somuncu (* 1968)

- 1968: Serdar Somuncu, deutscher Schauspieler und Satiriker
- 1969: Peter Tichatschek, österreichischer Journalist, Radio- und Fernsehmoderator und Autor
- 1970: Urs Gredig, Schweizer Fernsehmoderator
- 1970: Greg Hancock, US-amerikanischer Bahnsportler
- 1971: Luigi Di Biagio, italienischer Fußballspieler und -trainer
- 1971: Gabriel Merz, deutscher Schauspieler, Regisseur und Drehbuchautor
- 1971: Peter Thorwarth, deutscher Regisseur und Drehbuchautor
- 1972: Michela Murgia, italienische Schriftstellerin
- 1974: Jonne Järvelä, finnischer Gitarrist, Sänger, Komponist und Frontmann der Metal-Band Korpiklaani
- 1974: Tooske Ragas, niederländische Fernsehmoderatorin
- 1975: David Zimmering, deutscher Film- und Theaterschauspieler

#### 1976–2000
- 1976: Brian Herrington, US-amerikanischer Komponist und Musikpädagoge
- 1976: Jens Kruppa, deutscher Schwimmer
- 1977: Patrik Klüft, schwedischer Stabhochspringer
- 1977: Claudia von Lanken, deutsche Fußballspielerin
- 1978: Ina Tempel, deutsche Schauspielerin

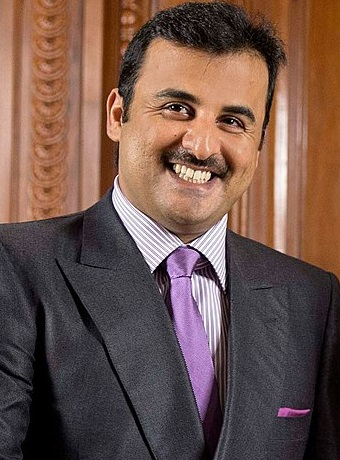
Tamim bin Hamad Al Thani (* 1980)

- 1980: Tamīm bin Hamad ath-Thānī, Emir von Katar
- 1980: Mette Melgaard, dänische Handballspielerin
- 1980: Amauri, brasilianischer Fußballspieler
- 1981: Mike Adam, kanadischer Curler
- 1981: Hannes Loth, deutscher Politiker
- 1982: Jelena Gadschijewna Issinbajewa, russische Leichtathletin
- 1982: Jonas Larholm, schwedischer Handballspieler
- 1983: George Daniel Anghelache, rumänischer Cyclocross- und Straßenradrennfahrer
- 1983: Florian Danner, österreichischer TV-Moderator
- 1984: Bahar, deutsche Rapperin
- 1984: Adam Jabiri, deutscher Fußballspieler
- 1984: Félix von Luxemburg, Luxemburger Prinz
- 1985: Papiss Demba Cissé, senegalesischer Fußballspieler
- 1985: Łukasz Piszczek, polnischer Fußballspieler
- 1985: Nela Schmitz, deutsche Schauspielerin
- 1986: Eugene Laverty, irischer Motorradrennfahrer

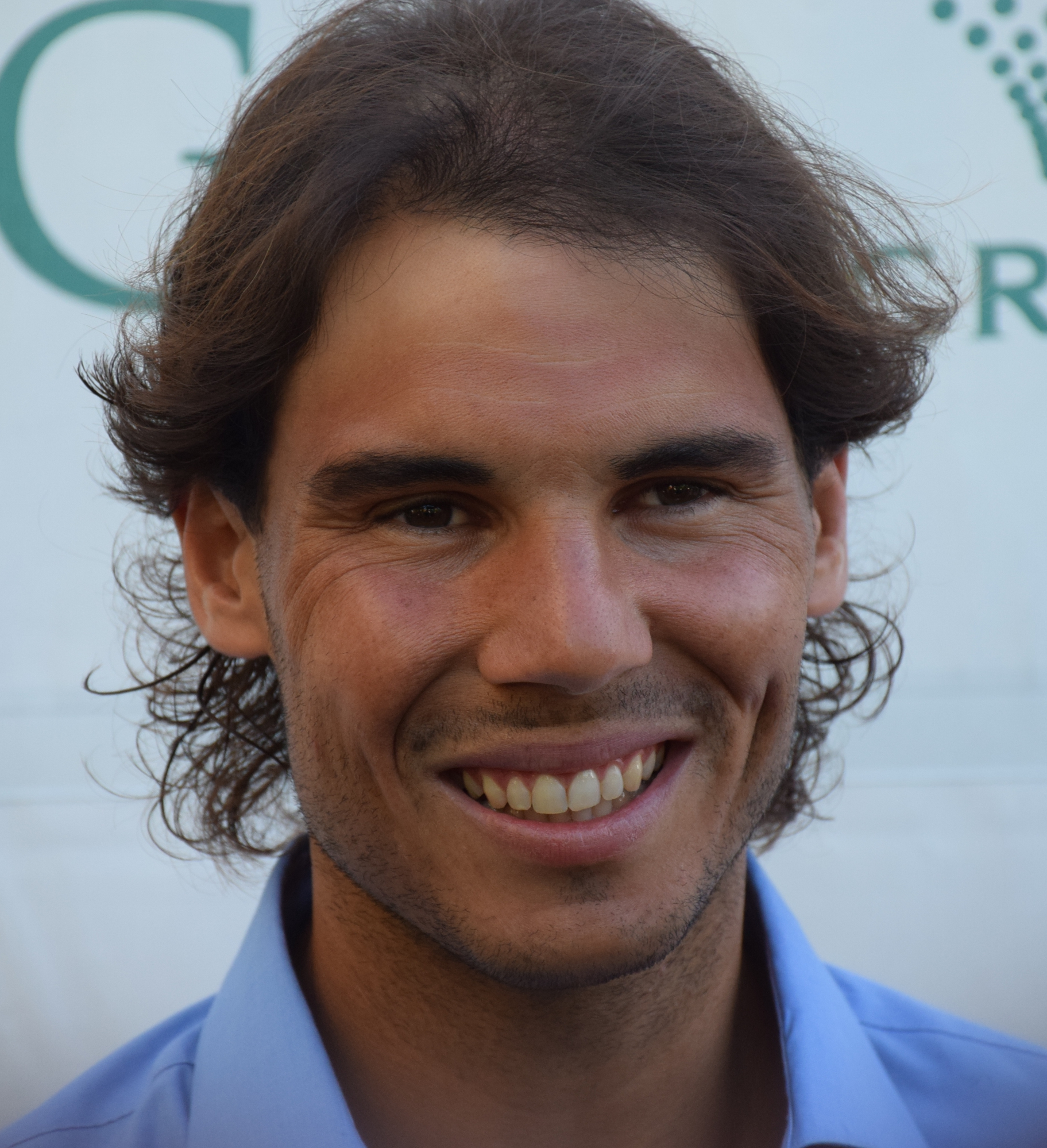
Rafael Nadal (* 1986)

- 1986: Rafael Nadal, spanischer Tennisspieler
- 1987: Daniel Frahn, deutscher Fußballspieler
- 1987: Lalaine Vergara-Paras, US-amerikanische Schauspielerin
- 1989: Imogen Poots, britische Schauspielerin
- 1989: Lina Seitzl, deutsche Politikerin
- 1990: Fabian Götze, deutscher Fußballspieler
- 1991: Nico Granatowski, deutscher Fußballspieler
- 1991: Sepp Schneider, österreichischer Nordischer Kombinierer
- 1991: Bruno Uvini, brasilianischer Fußballspieler
- 1992: Mario Götze, deutscher Fußballspieler

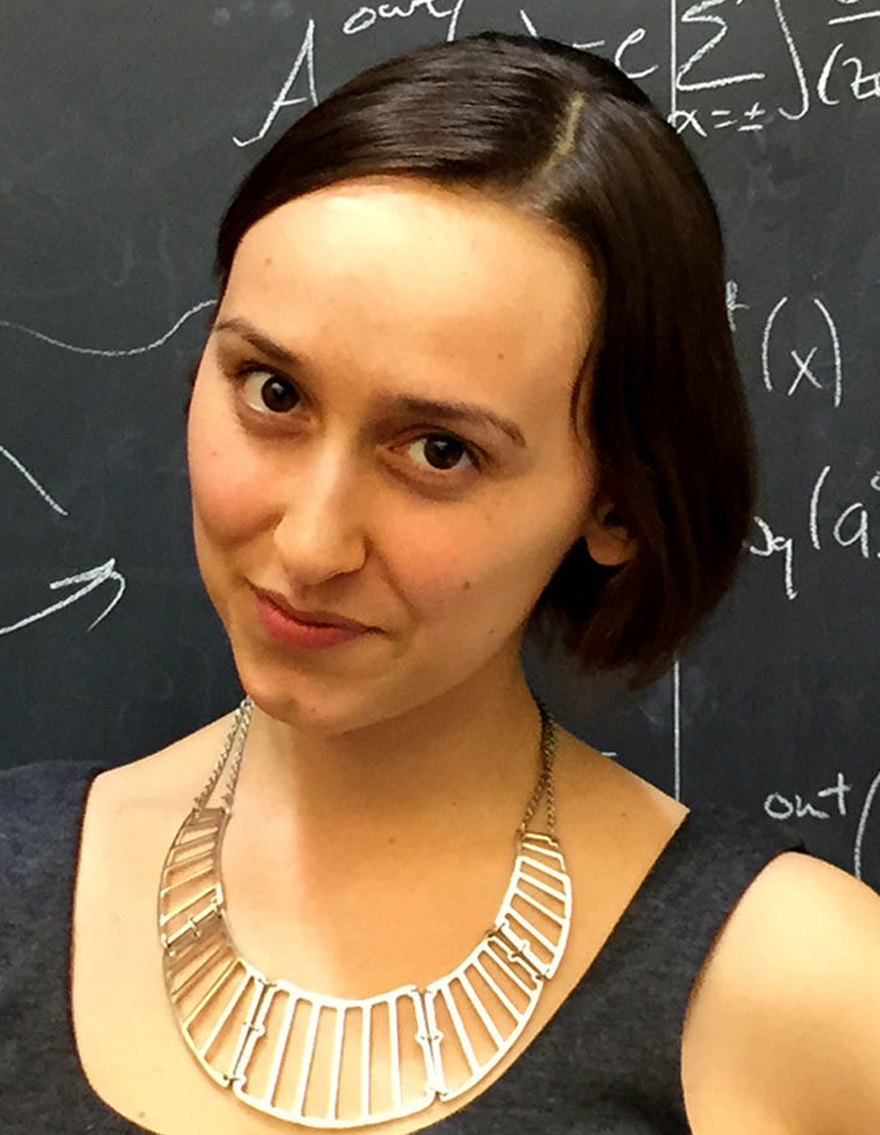
Sabrina Gonzalez Pasterski (* 1993)

- 1993: Sabrina Gonzalez Pasterski, US-amerikanische Physikerin
- 1993: Otto Porter, US-amerikanischer Basketballspieler
- 1994: Germán Conti, argentinischer Fußballspieler
- 1994: Larry Ogunjobi, US-amerikanischer American-Football-Spieler
- 1996: Felix van Deventer, deutscher Schauspieler
- 1996: Lukas Klostermann, deutscher Fußballspieler
- 1998: Edo Kayembe, kongolesischer Fußballspieler
- 1999: Lukas Rieger, deutscher Musiker
- 1999: Dan-Axel Zagadou, französischer Fußballspieler

## Gestorben

### Vor dem 16. Jahrhundert
- 0544: Chrodechild, Frau von Chlodwig I.
- 0618: Kevin von Glendalough, irischer katholischer Heiliger, Patron von Dublin
- 1098: Yaghi-Siyan, seldschukischer Statthalter von Antiochia während des Ersten Kreuzzugs
- 1253: Margaret de Beaumont, 7. Countess of Warwick, englische Adelige
- 1262: Wok von Rosenberg, Oberster Marschall des Königreichs Böhmen, Hauptmann und Landrichter für den Distrikt ob der Enns und Landeshauptmann der Steiermark
- 1290: Friedrich von Montfort, Bischof von Chur
- 1298: Pietro de L’Aquila, Kardinal der katholischen Kirche
- 1351: Mastino II. della Scala, Herr von Verona
- 1367: Bernhard Oldenborch, Lübecker Kaufmann, Ratsherr und Diplomat
- 1376: Heinrich II., der Eiserne, Landgraf von Hessen
- 1389: Pierre d’Orgemont, Herr von Méry und Chantilly, Kanzler von Frankreich

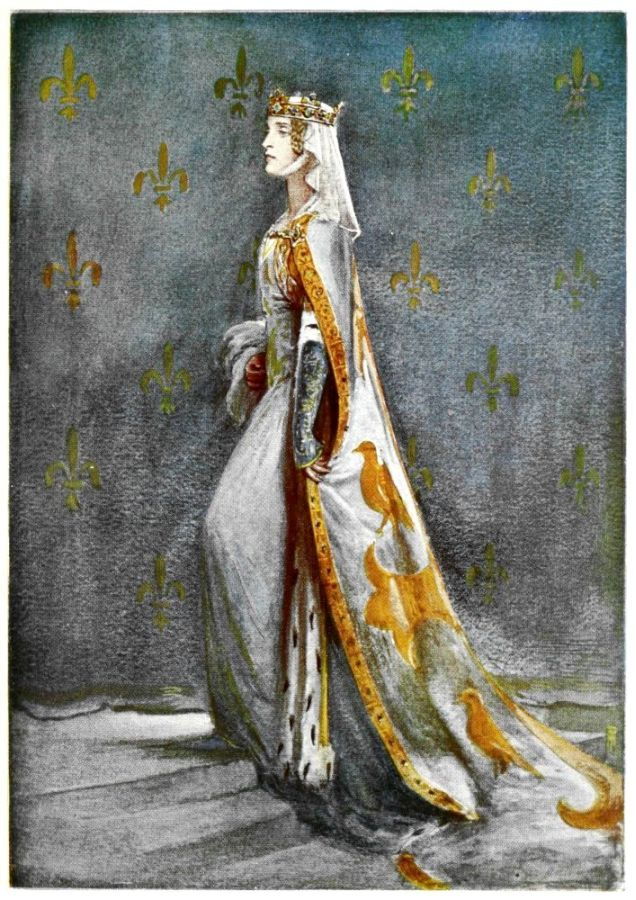
Anne von Böhmen († 1394)

- 1394: Anne von Böhmen, erste Gemahlin von Richard II. von England
- 1395: Iwan Schischman, bulgarischer Zar
- 1411: Leopold IV. von Habsburg, Herzog von Österreich
- 1428: Andrea di Bartolo, italienischer Maler
- 1429: Johann II. von Heideck, deutscher Fürstbischof von Eichstätt

### 16. bis 18. Jahrhundert
- 1542: Johann Hefentreger, deutscher lutherischer Theologe und Reformator
- 1548: Juan de Zumárraga, erster Erzbischof von Mexiko
- 1568: Andrés de Urdaneta, baskischer Augustinermönch, Kapitän und Entdecker
- 1570: Klaus Kursell, schwedischer Feldobrist
- 1592: Bartolomeo Passarotti, italienischer Maler und Radierer

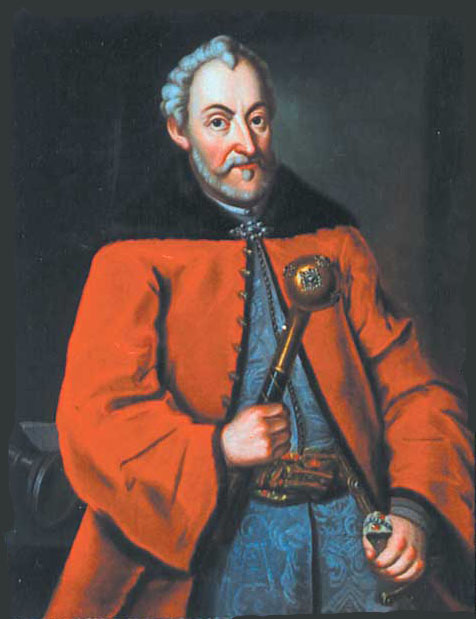
Jan Zamoyski († 1605)

- 1605: Jan Zamoyski, polnischer Magnat, Staatsmann und Großhetman
- 1626: Juan de Oñate, spanischer Konquistador
- 1640: Theophilus Howard, 2. Earl of Suffolk, englischer Adeliger und Politiker
- 1657: William Harvey, englischer Arzt und Anatom, Wegbereiter der modernen Physiologie
- 1658: Johann Merck, deutscher Pädagoge
- 1666: Christian Chemnitz, deutscher lutherischer Theologe
- 1670: Hieronymus Kromayer, deutscher lutherischer Theologe
- 1675: Lothar Friedrich von Metternich-Burscheid, Erzbischof und Kurfürst von Mainz
- 1686: Ernest Alexandre Dominique d’Arenberg, Fürst von Chimay
- 1688: François Andréossy, französischer Ingenieur, Topograf und Kartograf
- 1688: Maximilian Heinrich von Bayern, Erzbischof von Köln
- 1693: Camille de Neufville de Villeroy, Erzbischof von Lyon
- 1694: Johann Friedrich von Waldstein, Bischof von Königgrätz und Erzbischof von Prag
- 1697: Silvius II. Friedrich, Herzog von Württemberg-Oels
- 1707: Pieter de Graeff, niederländischer Aristokrat
- 1714: Friedrich Wilhelm, Herzog von Schleswig-Holstein-Sonderburg-Augustenburg
- 1717: Fernando de Alencastre Noroña y Silva, spanischer Offizier, Kolonialverwalter und Vizekönig von Neuspanien
- 1720: Cristoforo Munari, italienischer Stilllebenmaler, Restaurator und Kunsthändler
- 1736: Gerhard von Holy, deutscher Orgelbauer
- 1738: José de Torres, spanischer Organist, Komponist, Musiktheoretiker und Verleger
- 1746: Hacı Beşir Ağa, aus Äthiopien stammender Obereunuch am Sultanshof in Istanbul
- 1752: Albrecht Meno Verpoorten, deutscher Pädagoge und lutherischer Theologe
- 1753: Johann Philipp Anton von und zu Frankenstein, Fürstbischof von Bamberg
- 1762: Johann Baptist von Thurn und Taxis, Fürstbischof von Lavant
- 1766: Giuseppe Nogari, venezianischer Maler
- 1773: Johann Ludwig Konrad Allendorf, deutscher Pädagoge, lutherischer Pfarrer und Dichter von Kirchenliedern
- 1783: Adam Friedrich Senfft von Pilsach, kursächsischer Kreishauptmann
- 1789: Johann Achterkirchen, deutscher Politiker
- 1793: Johann Ludwig Spörl, deutscher evangelischer Theologe
- 1799: Johann Baptist Neumüller, deutscher Porträtmaler

### 19. Jahrhundert
- 1802: Joseph Adam von Arco, österreichischer Geistlicher, Weihbischof in Passau, Bischof von Königgrätz und Seckau
- 1809: Johann Anton von Freund, preußischer Generalmajor
- 1818: Egwala Seyon, Kaiser von Äthiopien

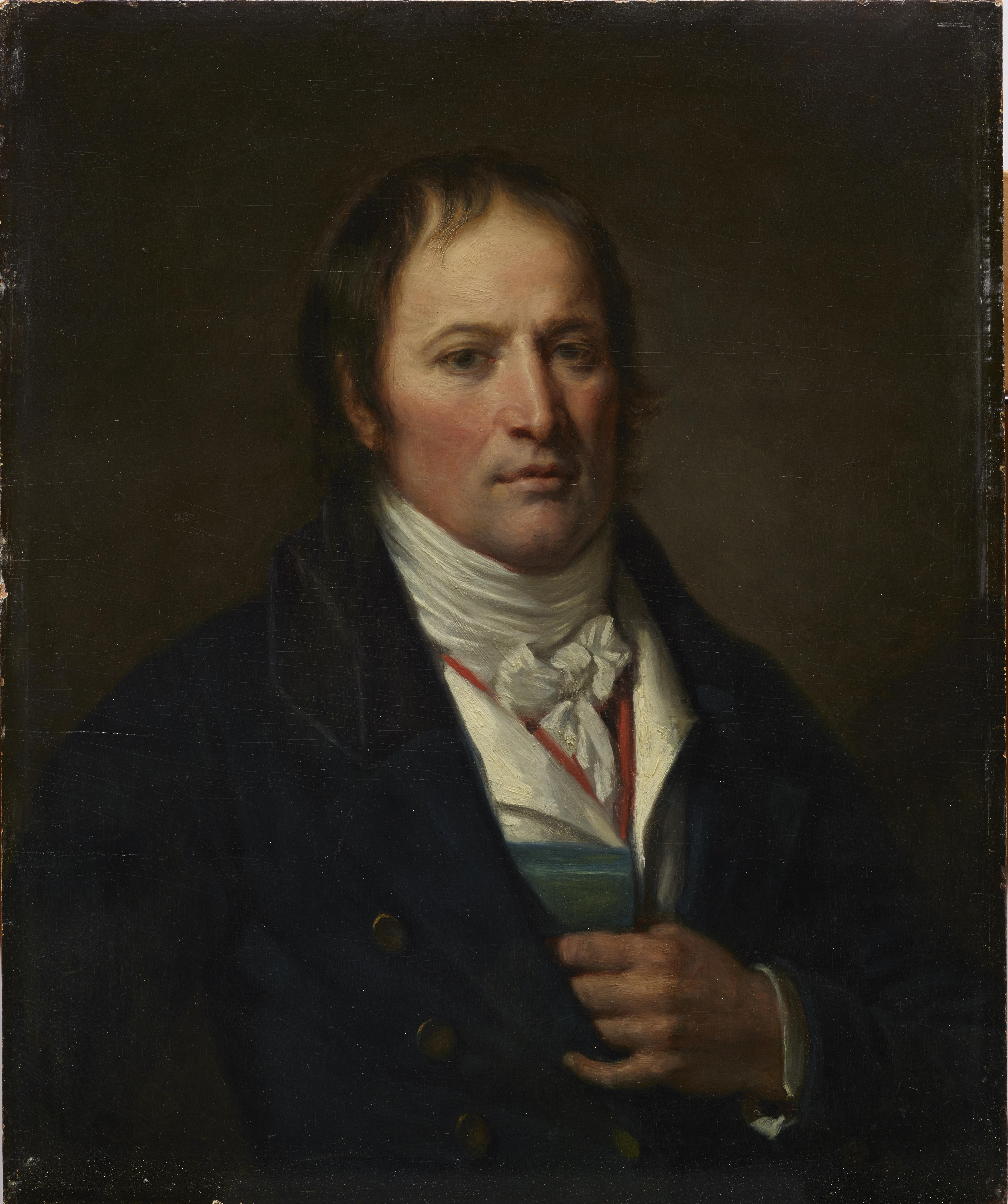
Jacques Nicolas Billaud-Varenne († 1819)

- 1819: Jacques Nicolas Billaud-Varenne, französischer Revolutionär
- 1819: Manuel del Socorro Rodríguez, kolumbianischer Journalist und Bibliothekar
- 1821: Joas II., Kaiser von Äthiopien
- 1822: René-Just Haüy, französischer Mineraloge
- 1824: Christian Gottlieb Friedrich Stöwe, deutscher evangelischer Geistlicher und Astronom
- 1840: Johann Christian Friedrich Patzig, deutscher Jurist und Beamter
- 1844: Louis-Antoine de Bourbon, duc d’Angoulême, Prätendent auf den französischen Thron
- 1851: Wilhelm Ernst Schwabe, deutscher Jurist
- 1855: Józef Bohdan Dziekoński, polnischer Schriftsteller
- 1858: Julius Reubke, deutscher Komponist
- 1860: Johann Jakob Füssli, Schweizer evangelischer Geistlicher
- 1861: Stephen A. Douglas, US-amerikanischer Politiker, Mitglied des Repräsentantenhauses, Senator, Präsidentschaftskandidat
- 1864: William Johnson Fox, britischer Publizist und Politiker

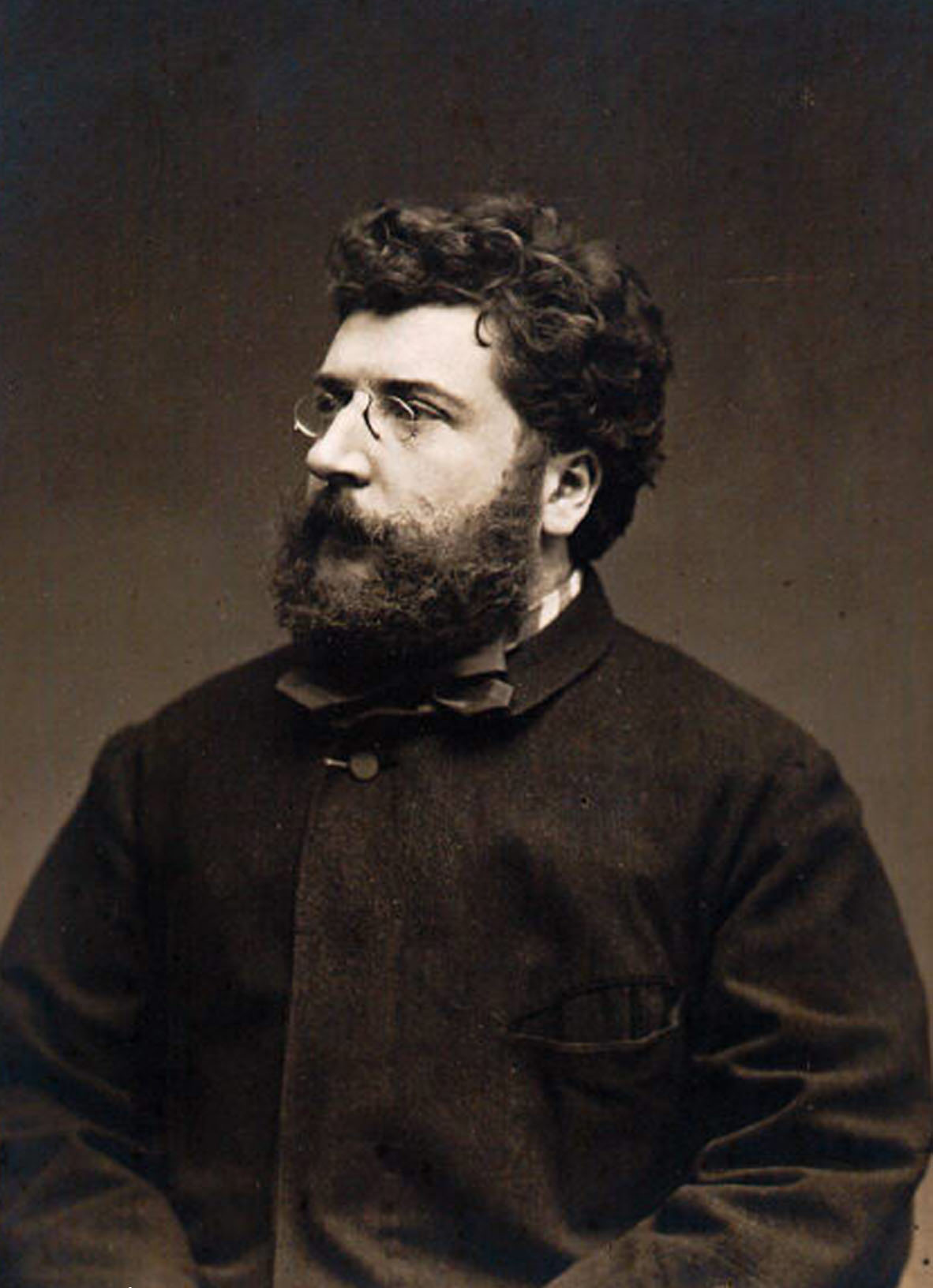
Georges Bizet († 1875)

- 1875: Georges Bizet, französischer Komponist
- 1877: Ludwig von Köchel, österreichischer Jurist, Historiker, Naturforscher und Musikwissenschaftler, bekannt durch das Köchelverzeichnis für W. A. Mozarts Kompositionen
- 1879: Lionel de Rothschild, britischer Bankier und Politiker
- 1880: Marie von Hessen-Darmstadt, Gemahlin des russischen Zaren Alexander II.
- 1889: Bernhard Förster, deutscher Gymnasiallehrer, politischer Agitator und Gatte von Elisabeth Nietzsche
- 1894: William Alfred Passavant, US-amerikanischer Geistlicher, Gründer der US-amerikanischen Diakonie
- 1895ː Elise Capitain, deutsche Opernsängerin
- 1898: Nikolai Jakowlewitsch Afanassjew, russischer Komponist
- 1899: Johann Strauss, österreichischer Komponist („Walzerkönig“)

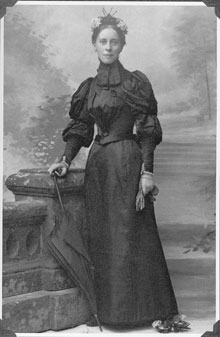
Mary Kingsley († 1900)

- 1900: Mary Kingsley, britische Ethnologin und Reiseschriftstellerin

### 20. Jahrhundert

#### 1901–1950
- 1905: Hudson Taylor, britischer christlicher Missionar in China
- 1910: Julius Wolff, deutscher Dichter und Schriftsteller
- 1915: Richard Küch, deutscher Chemiker und Physiker
- 1917: Louis Gathmann, deutscher Ingenieur und Erfinder
- 1918: Bruno Adam, deutscher Architekt und Baumeister
- 1918: Ramón Maximiliano Valdés, Staatspräsident von Panama
- 1921: Coenraad Hiebendaal, niederländischer Ruderer

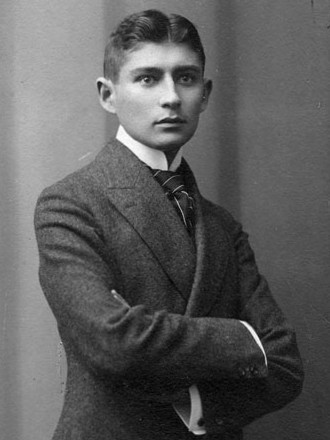
Franz Kafka († 1924)

- 1924: Franz Kafka, deutschböhmischer Schriftsteller (Das Urteil, der Process), einer der bedeutendsten Vertreter der deutschsprachigen Literatur des 20. Jahrhunderts
- 1925: Camille Flammarion, französischer Astronom und Autor
- 1929: Laura von Oelbermann, deutsche Mäzenin und Stifterin
- 1929: Fausto Salvatori, italienischer Schriftsteller und Librettist
- 1932: Rudolf Kremlička, tschechischer Maler und Graphiker
- 1934: Robert Schmid, Schweizer Jurist und Politiker
- 1936: Abram Andrew, US-amerikanischer Politiker, Mitglied des Repräsentantenhauses
- 1937: Emilio Mola, spanischer General
- 1942: Leo Katzenberger, deutscher Geschäftsmann jüdischer Herkunft, Opfer eines NS-Justizmordes
- 1943: Nels Nelsen, kanadisch-norwegischer Skispringer
- 1943ː Thekla Skorra, deutsche Schriftstellerin, Holocaustopfer
- 1945: Émile-Marie Bunoz, französischer Ordensgeistlicher
- 1946: Michail Iwanowitsch Kalinin, russischer bzw. sowjetischer Politiker, Staatsoberhaupt Sowjetrusslands und der Sowjetunion
- 1949ː Margarete Beutler, deutsche Dichterin, Schriftstellerin und Übersetzerin

#### 1951–2000
- 1953: Florence Price, US-amerikanische Komponistin
- 1955: Marcel Wittrisch, deutscher Tenor
- 1956: Victor Gonzalez, französischer Orgelbauer
- 1956: Emmy Zweybrück, österreichisch-amerikanische Kunstgewerblerin
- 1957: Wilhelm Hausenstein, deutscher Schriftsteller und Diplomat

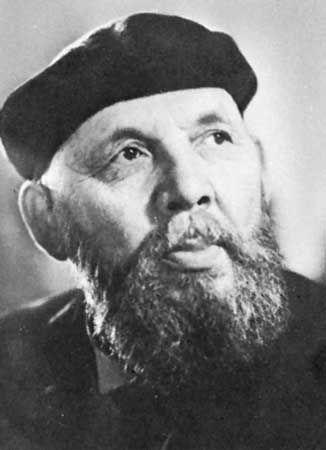
Frans Eemil Sillanpää († 1964)

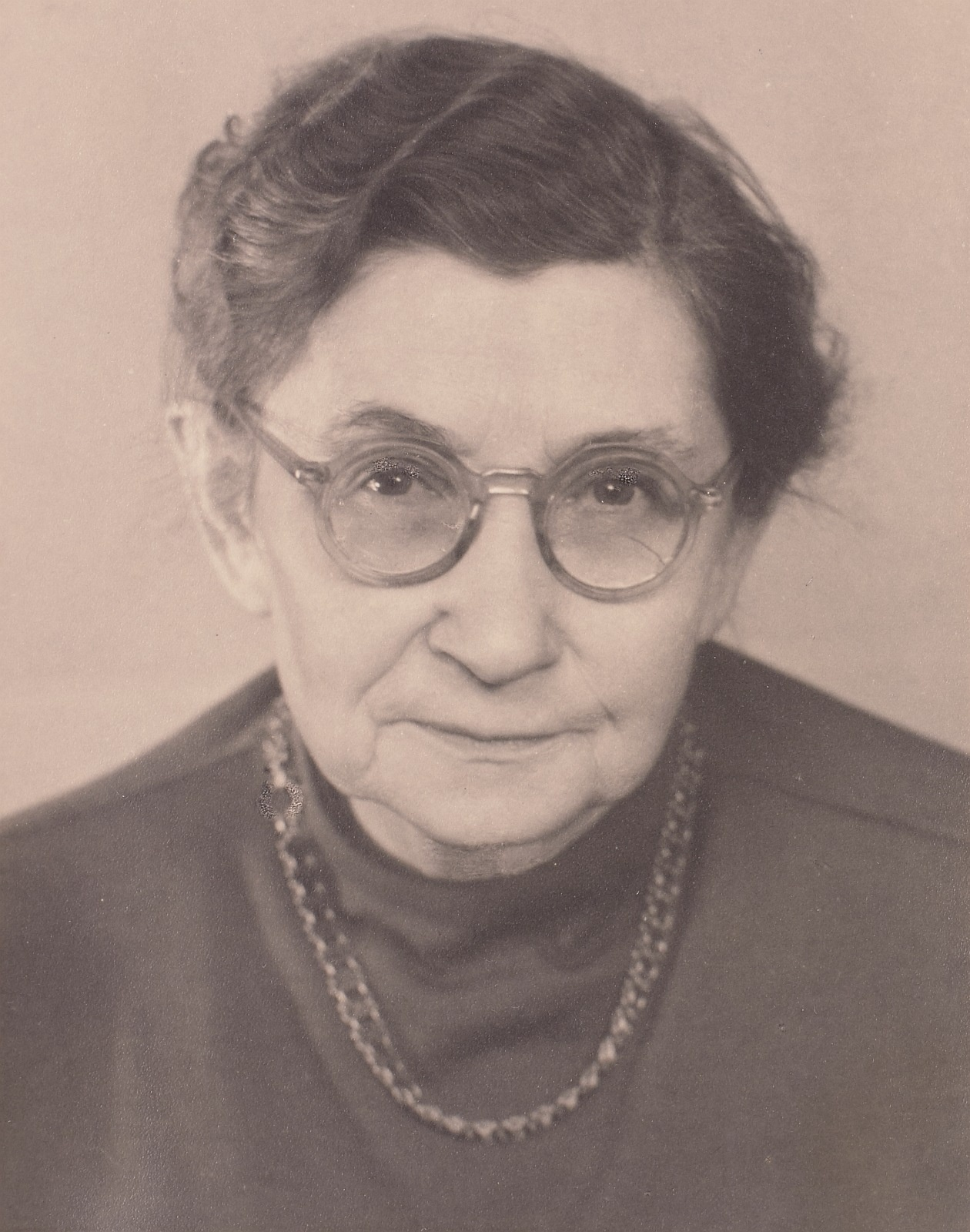
Klara Marie Faßbinder († 1974)

- 1961: Albert Stohr, deutscher römisch-katholischer Theologe, MdL, Bischof von Mainz, Gegner des Nationalsozialismus
- 1963: Johannes XXIII., Papst („Konzilspapst“ oder „der gute Papst“)
- 1963: Nâzım Hikmet, türkischer Dichter und Dramatiker
- 1964: Frans Eemil Sillanpää, finnischer Schriftsteller, Nobelpreisträger
- 1965: Julius Lorenzen, deutscher Bauingenieur und Kommunalpolitiker
- 1967: Anton Eberhard, deutscher Steuer- und Wirtschaftsberater und Politiker, MdL, MdB
- 1970: Hjalmar Schacht, deutscher Minister, Bankier und Reichsbankpräsident
- 1971: Heinz Hopf, Schweizer Mathematiker
- 1973: Walter Bodmer, Schweizer Maler und Bildhauer
- 1974: Klara Marie Faßbinder, deutsche Aktivistin der Frauen- und Friedensbewegung
- 1975: Hermann Busch, deutscher Cellist

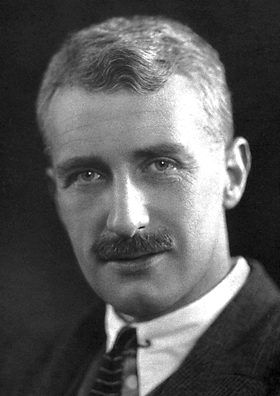
Archibald Vivian Hill († 1977)

- 1975: Satō Eisaku, japanischer Politiker, Premierminister
- 1977: Archibald Vivian Hill, britischer Physiologe, Nobelpreisträger
- 1977: Roberto Rossellini, italienischer Filmregisseur
- 1978: Billy Wallace, US-amerikanischer Country-, Rockabilly-Musiker und Songschreiber
- 1979: Arno Schmidt, deutscher Schriftsteller
- 1980: Naum Iljitsch Achijeser, ukrainischer Mathematiker
- 1982: Sergei Artemjewitsch Balassanjan, sowjetischer Komponist
- 1982: Joachim Illies, deutscher Biologe, Entomologe und Sachbuchautor
- 1983: Franz Joachim Behnisch, deutscher Schriftsteller
- 1984: Aldo Campatelli, italienischer Fußballspieler und -trainer
- 1985: Karl Obermayr, deutscher Schauspieler und bayerischer Volksschauspieler

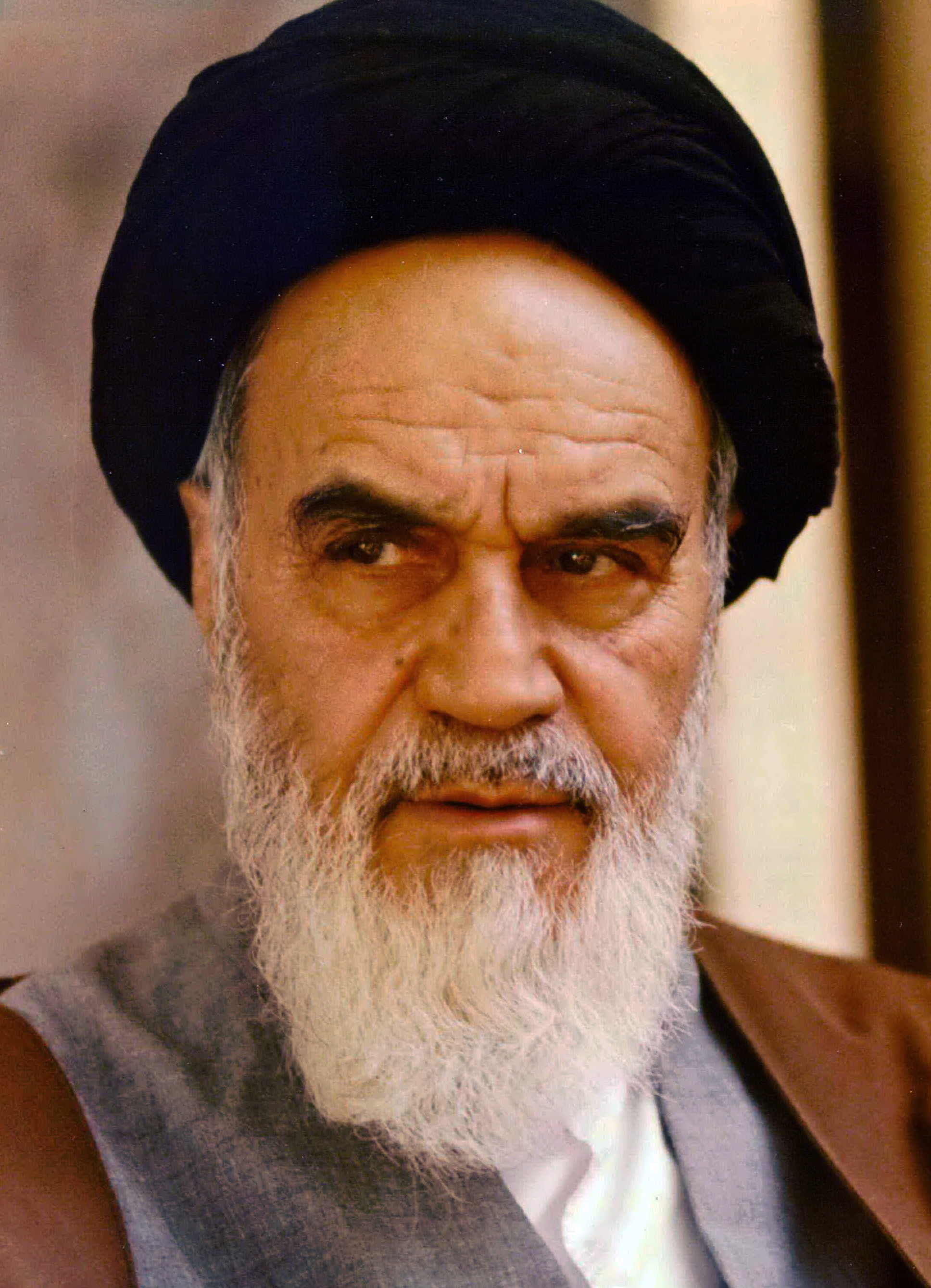
Ruhollah Chomeini († 1989)

- 1987: Will Sampson, US-amerikanischer Schauspieler
- 1988: Anna Mahler, österreichische Bildhauerin
- 1988: Franz Ortner, österreichischer Journalist
- 1989: Jack Belden, US-amerikanischer Kriegskorrespondent und Schriftsteller
- 1989: Ruhollah Chomeini, iranischer Ajatollah, Revolutionsführer und religiöses Staatsoberhaupt

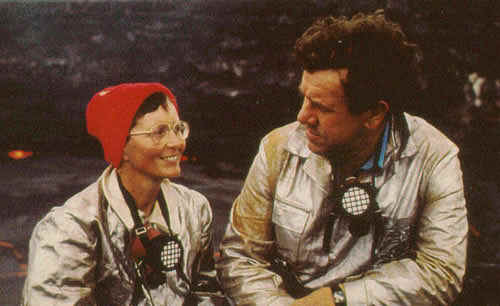
Katia und Maurice Krafft († 1991)

- 1991: Katia und Maurice Krafft, französische Vulkanologen
- 1991: Sergiu Samarian, rumänischer Schachspieler, Schachschriftsteller und Bundestrainer des Deutschen Schachbundes
- 1992: William Maxwell Gaines, US-amerikanischer Herausgeber von Comic-Serien, Gründer des MAD-Magazins
- 1992: Robert Morley, britischer Schauspieler und Schriftsteller
- 1995: Paul Wandel, deutscher Politiker, Minister für Volksbildung und Jugend der DDR
- 1996ː Margaretha Brongersma-Sanders, niederländische Geochemikerin, Geobiologin, Ozeanographin und Paläontologin
- 1997: Marta Schanzenbach, deutsche Politikerin, MdB
- 1998: Poul Bundgaard, dänischer Schauspieler und Sänger
- 1999: Helge Christian Bronée, dänischer Fußballspieler
- 2000: Merton H. Miller, US-amerikanischer Ökonom, Nobelpreisträger

### 21. Jahrhundert
- 2001: Flora Groult, französische Schriftstellerin und Journalistin

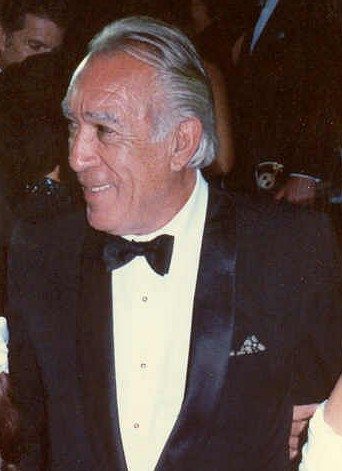
Anthony Quinn († 2001)

- 2001: Anthony Quinn, US-amerikanischer Filmschauspieler
- 2002: Sam Whipple, US-amerikanischer Filmschauspieler
- 2003: Antoni Marianowicz, polnischer Diplomat, Journalist und Schriftsteller
- 2003: Lore Straßl, deutsche Übersetzerin und Herausgeberin
- 2004: Quorthon, schwedischer Musiker
- 2004: Frances Shand Kydd, Mutter von Diana Spencer
- 2004: Werner H. Spross, Schweizer Unternehmer
- 2005: Leon Askin, österreichischer Schauspieler
- 2005: Jon Idigoras, spanischer Politiker
- 2007: Iván Darvas, ungarischer Schauspieler
- 2007: Bedřich Janáček, tschechischer Organist, Komponist und Musikpädagoge
- 2008: Trevor Kaine, australischer Politiker
- 2009: Sam Butera, US-amerikanischer Saxophonist

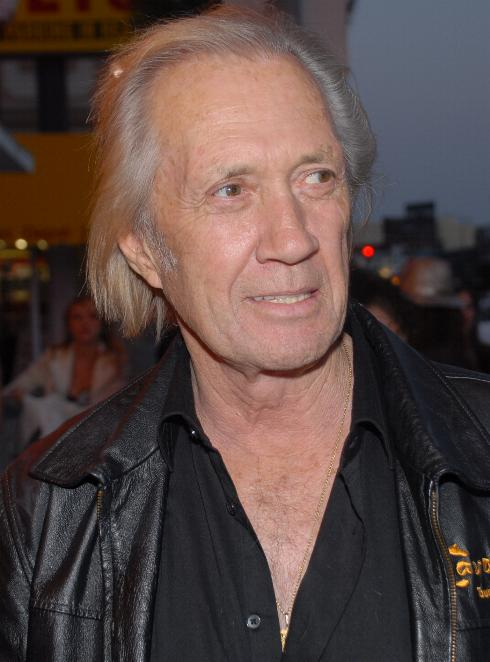
David Carradine († 2009)

- 2009: David Carradine, US-amerikanischer Schauspieler
- 2009: Thomas Ponce Gill, US-amerikanischer Rechtsanwalt und Politiker, Abgeordneter für Hawaii
- 2010: Wladimir Igorewitsch Arnold, russischer Mathematiker

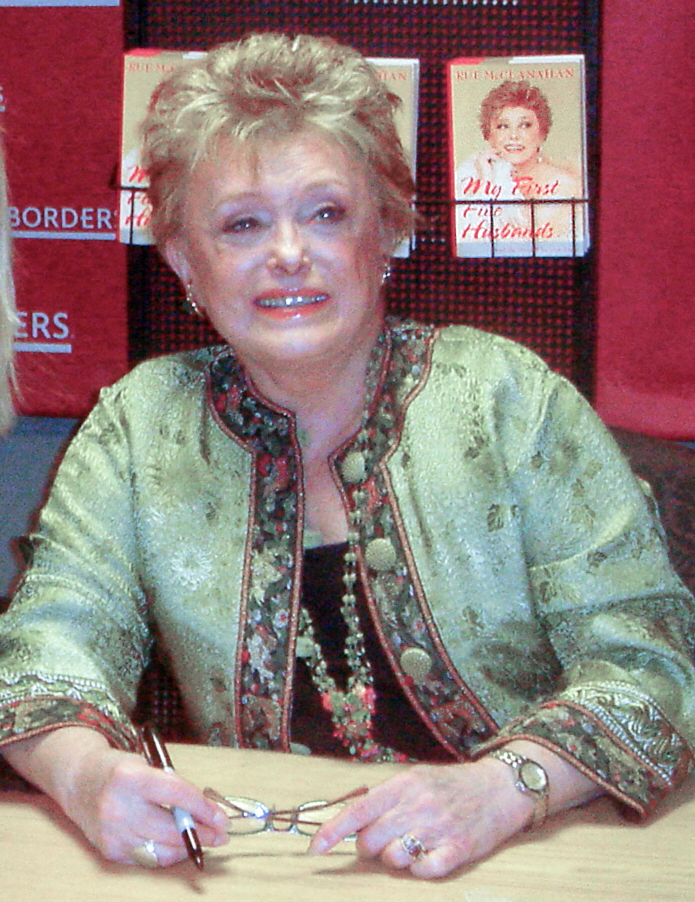
Rue McClanahan († 2010)

- 2010: Rue McClanahan, US-amerikanische Schauspielerin
- 2010: Paul Malliavin, französischer Mathematiker
- 2010: Luigi Padovese, italienischer Bischof, Apostolischer Vikar von Anatolien
- 2011: James Arness, US-amerikanischer Schauspieler
- 2011: John Henry Johnson, US-amerikanischer American-Football-Spieler
- 2011ː Miriam Karlin, britische Schauspielerin
- 2011: Jack Kevorkian, US-amerikanischer Mediziner
- 2011: José Rosinski, französischer Automobilrennfahrer und Journalist
- 2012: Martin Accola, Schweizer Geistlicher
- 2012: Roy Salvadori, britischer Automobilrennfahrer
- 2013: Deacon Jones, US-amerikanischer American-Football-Spieler

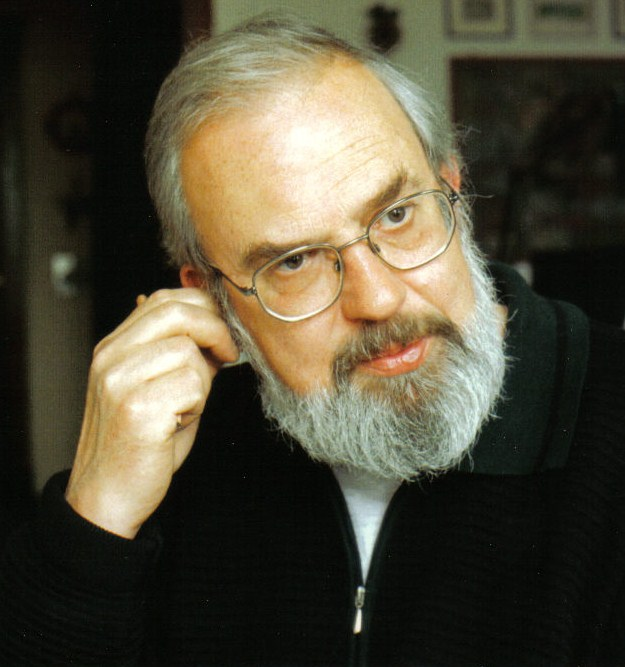
Helge Jung († 2013)

- 2013: Helge Jung, deutscher Komponist
- 2014: Fritz Schwegler, deutscher Künstler
- 2015: Horst Brandstätter, deutscher Unternehmer
- 2015: Giovan Battista Fabbri, italienischer Fußballspieler und -trainer
- 2016: Muhammad Ali, US-amerikanischer Boxer
- 2016: Luis Salom, spanischer Motorradrennfahrer
- 2017: Gerhard Gebauer, deutscher Politiker
- 2017: Heinz Peter Kämmerer, deutscher Chirurg
- 2018: Miguel Obando Bravo, nicaraguanischer Erzbischof
- 2018: Georg von Tiesenhausen, deutsch-US-amerikanischer Raketenwissenschaftler
- 2019: Agustina Bessa-Luís, portugiesische Schriftstellerin
- 2019: Woizlawa-Feodora Prinzessin Reuß, deutsche Adelige
- 2020: Lennardt Krüger, deutscher Schauspieler und Synchronsprecher
- 2021: Karl Haidmayer, österreichischer Komponist und Musikwissenschaftler
- 2021: Anerood Jugnauth, mauritischer Politiker
- 2021: James Norris, US-amerikanischer Wasserballspieler
- 2024: Brigitte Bierlein, österreichische Bundeskanzlerin
- 2024ː Sabine Ladstätter, österreichische Klassische Archäologin

## Feier- und Gedenktage
- Kirchliche Gedenktage
  - Hl. Karl Lwanga mit Gefährten, ugandischer Märtyrer und Schutzpatron (anglikanisch, katholisch, evangelisch: ELCA)
  - Hl. Johannes XXIII., römischer Papst (evangelisch: ELCA, katholischer Gedenktag: 11. Oktober)
  - Hudson Taylor, englischer Missionar (evangelisch)
  - Hl. Kevin von Glendalough, irischer Adeliger, Abt und Schutzpatron (katholisch)
- Namenstage
  - Archibald, Kevin
- Weitere Informationen zum Tag
  - Europäischer Tag des Fahrrades
  - Weltfahrradtag

Weitere Einträge enthält die Liste von Gedenk- und Aktionstagen.